# Avicenne
Ibn Sina (en persan : ابن سینا) connu en Occident sous le nom d'Avicenne (du latin médiéval Avicenna), est un philosophe et médecin persan, né le 7 août 980 à Afshana, près de Boukhara, dans l'actuel Ouzbékistan et mort en août 1037 à Hamadan (Iran),. Il est l'auteur d'ouvrages de référence en médecine et en philosophie, ainsi que de sciences voisines, comme l'astronomie, l'alchimie, et la psychologie rédigés principalement en arabe classique.
Ses disciples l'appelaient cheikh el-raïs, c'est-à-dire « prince des savants », Maître par excellence, ou encore le troisième maître (après Aristote et Al-Fārābī).
Ses œuvres principales sont l'encyclopédie médicale Qanûn (« Canon de la médecine ») et ses deux encyclopédies scientifiques le Livre de la guérison (de l'âme) et Danesh-e Nâma (« Livre de science »).
Dans son Qanûn, il opère une vaste synthèse médico-philosophique avec la logique d'Aristote, combinée avec le néo-platonisme, élevant la dignité de la médecine comme discipline intellectuelle, compatible avec le monothéisme. Son influence sera prédominante dans l'Occident médiéval latin jusqu'au XVIe siècle.
Si son œuvre médicale n'a plus qu'un intérêt historique, son œuvre philosophique se situe au carrefour de la pensée orientale et de la pensée occidentale. Elle reste étudiée au début du XXIe siècle aussi bien dans le cadre de l'islam que de la philosophie académique.

## Nom
Son nom persan, Ibn Sina, signifie « fils de Sina » (ابن سینا (Ibn-e Sinâ) ou پور سینا (Pur-e Sinâ) ; son nom arabe complet est Abū ʿAlī al-Ḥusayn ibn ʿAbdillāh ibn al-Ḥasan ibn ʿAlī ibn Sīnā (أبو علي الحسين بن عبد الله بن الحسن بن علي بن سينا).

## Contexte historique
Aux VIIe et VIIIe siècles, premiers siècles de l'hégire pour le monde musulman, les conquérants arabes se trouvent en présence de communautés appartenant surtout au christianisme oriental en Égypte, Palestine, Syrie et Mésopotamie. Ces communautés avaient déjà produit des traductions des œuvres, du grec au syriaque,. Ce travail se poursuit jusqu'au XIIIe siècle.
De 750 à 850, période des califes Abbassides, la science arabo-musulmane est en plein essor. Les traducteurs des califes utilisent d'abord les versions syriaques, puis les textes grecs, pour les traduire en arabe. Le philosophe al-Fārābī (mort en 950), « le second maître » (en référence au premier maître, Aristote), tient une place prépondérante dans cette dynamique.
Dans le monde iranien, alors sous domination arabe, la culture arabe se confronte avec la culture persane. Les textes et traditions des dogmes islamiques se fixèrent à cette époque :
- le sunnisme, avec al-Ash‘ari (en 935) ;
- le chiisme duodécimain, avec Shaykh Saduq Ibn Babuyeh (en 991) et Cheikh Al-Moufid (en 1022) ;
- l'ismaélisme, ou chiisme ismaélien, branche du chiisme, en langue arabe et en langue persane.

À la même époque, à la périphérie du monde iranien, les Turcs en provenance de Mongolie entrent en contact avec l'Islam, et s'islamisent, constituant des dynasties d'origine turque, comme les Seldjoukides.
Dans le monde chrétien des Xe et XIe siècles, sont à peu près contemporains d'Avicenne des savants et philosophes comme Michel Psellos en Orient chrétien (Byzance). En Occident latin, c'est une période d'attente et de transition (fin du Haut Moyen Âge, début du Moyen Âge central) où l'on peut signaler Gerbert, Fulbert, Lanfranc et saint Anselme.

## Biographie

### Naissance et formation
La vie d'Avicenne est connue par son autobiographie. De son nom complet Abu ʿAli al-Husayn Ibn Abd Allah Ibn Sīnā, il naît le 7 août 980 à Khormeytan (ou Afshana, le pays du soleil), petit village situé près de Boukhara, en Transoxiane (actuel Ouzbékistan). Son père, 'Abdallah, musulman chiite ismaélien, originaire de Balkh, au nord de l'Afghanistan actuel, est collecteur d'impôts du village au service du souverain samanide Nouh ibn Mansour. Sa mère, Sétareh (Étoile, en persan), d'origine tadjik, vit à Afshéna,. 

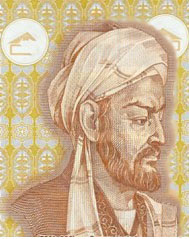
Avicenne (Ibn Sina).

Durant sa petite enfance, Avicenne étudie l'arithmétique chez un marchand herboriste, expert en calcul indien. Ayant une bonne mémoire, le jeune garçon finit par surpasser son maître en calcul et en mathématiques. Sous la conduite du maître Abu Abdallah Ennatili, il s'initie au Coran, aux auteurs arabes et à la philosophie, en commençant par l'Isagogè de Porphyre (un petit traité pédagogique de vulgarisation de la philosophie d'Aristote). À l'âge de dix ans, il maitrise ainsi le Coran, l'arithmétique, la géométrie d'Euclide, et des bases de la philosophie comme la logique. Il se lance tout seul dans des études difficiles comme l'Almageste de Ptolémée.
À l'âge de 14 ans, son précepteur Ennatili le quitte pour aller dans une autre ville. Un ami médecin lui apporte les traductions des œuvres d'Hippocrate, qu'il aurait lues d'un trait, nuit et jour. Il raconte dans son autobiographie : « quand le sommeil me gagnait, que je sentais mes forces faiblir, je prenais un breuvage épicé pour me soutenir, et je recommençais mes lectures ».
Sa mémoire étant phénoménale, il lit aussi toutes les traductions de Galien. À l'âge de 16 ans, il est brillamment reçu médecin à l'école de Djundaysabur où professent des médecins de toutes confessions : musulmans, chrétiens, mazdéens et juifs. À 17 ans, il donne des cours à l'hôpital de Boukhara qui sont suivis par des médecins étrangers,.
Avicenne est appelé auprès du prince Nouh ibn Mansour qui souffre de violentes coliques. Il diagnostique une intoxication par le plomb des peintures décorant la vaisselle du prince, et réussit à le guérir. Il est alors autorisé à consulter la riche bibliothèque royale des Samanides.
En un an et demi, il acquiert la connaissance de tous les auteurs anciens disponibles. Il bute cependant sur la Métaphysique d'Aristote qu'il ne comprend pas, mais il surmonte cette difficulté en découvrant les commentaires d'Al Farabi. Dans son autobiographie, il déclare avoir intégré tous les savoirs de son temps à l'âge de 18 ans, grâce à sa mémoire, mais que son esprit n'était pas assez mûr.

### D'une cour princière à l'autre
Vers 1001, un incendie détruit la bibliothèque des Samanides. Les ennemis d'Avicenne l'accusent d'en être l'auteur. Le nouveau prince Abdul Malik lui interdit l'entrée de l'hôpital de Boukhara. En disgrâce, risquant la prison, Avicenne s'enfuit vers le Khârezm, une principauté indépendante (de 994 à 1231) qui se situe au sud de la mer d'Aral. Le prince du Khârezm aime les sciences et s'entoure de nombreux savants. Avicenne y demeure 9 ans, c'est là qu'il commence à rédiger ses premiers livres, à l'âge de 21 ans.

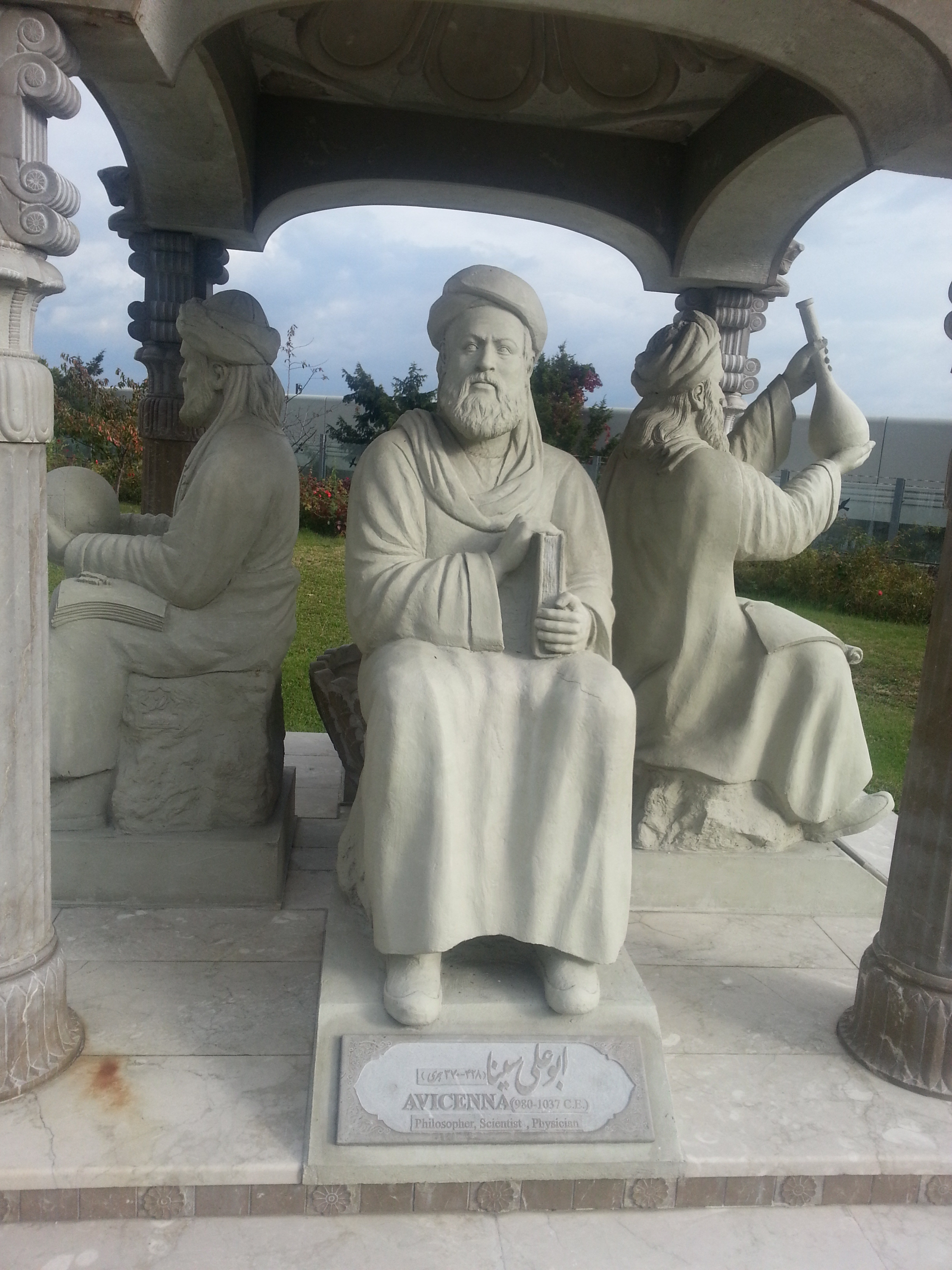
Statue d'Avicenne à Vienne, Pavillon des érudits.

Mais la situation politique et militaire de la région (de l'Asie centrale au Moyen-Orient) est instable. Les dynasties d'origine turque et d'origine perse sont en conflit permanent, faisant chuter les capitales. Avicenne doit fuir à nouveau, car il ne souhaite pas servir sous les Turcs, ennemis des Persans. En 1010, il s'installe à Gorgan, où il entreprend son œuvre majeure, le Qanûn (ou Canon) de médecine. Il passe ensuite dans la ville de Ray, dont il guérit le prince, atteint de mélancolie.
En 1014, il est appelé à Hamadan auprès de l'émir bouyide Chams ad-Dawla, et le guérit de ses douleurs inexpliquées. Le prince le choisit alors comme vizir (premier ministre). Avicenne s'impose un travail harassant : le jour, il se consacre aux affaires publiques, la nuit à la science. Il achève son Canon médical et rédige plusieurs ouvrages, avec l'aide du fidèle al-Juzjani, son secrétaire et biographe. Mais en 1021, après la mort du prince Chams ad-Dawla, son fils Sama' ad-Dawla accède au pouvoir. Avicenne n'a plus de protecteur et, victime d'intrigues politiques, il passe quatre mois en prison, au cours desquels il continue de rédiger des livres.
En 1023, il parvient à s'enfuir et se rend à Ispahan, auprès de l'émir kakouyide Ala ad-Dawla Muhammed. C'est là qu'il écrit, durant 14 ans, la dernière partie de son œuvre (astronomie, sciences et linguistique). Il n'hésite cependant pas à reprendre la route, répondant aux appels des princes de Perse, de Mésopotamie et du Turkestan. Sa réputation et sa popularité sont immenses, car il exerce la médecine aussi bien dans les cours princières, qu'auprès des pauvres les plus démunis.

### Dernière étape

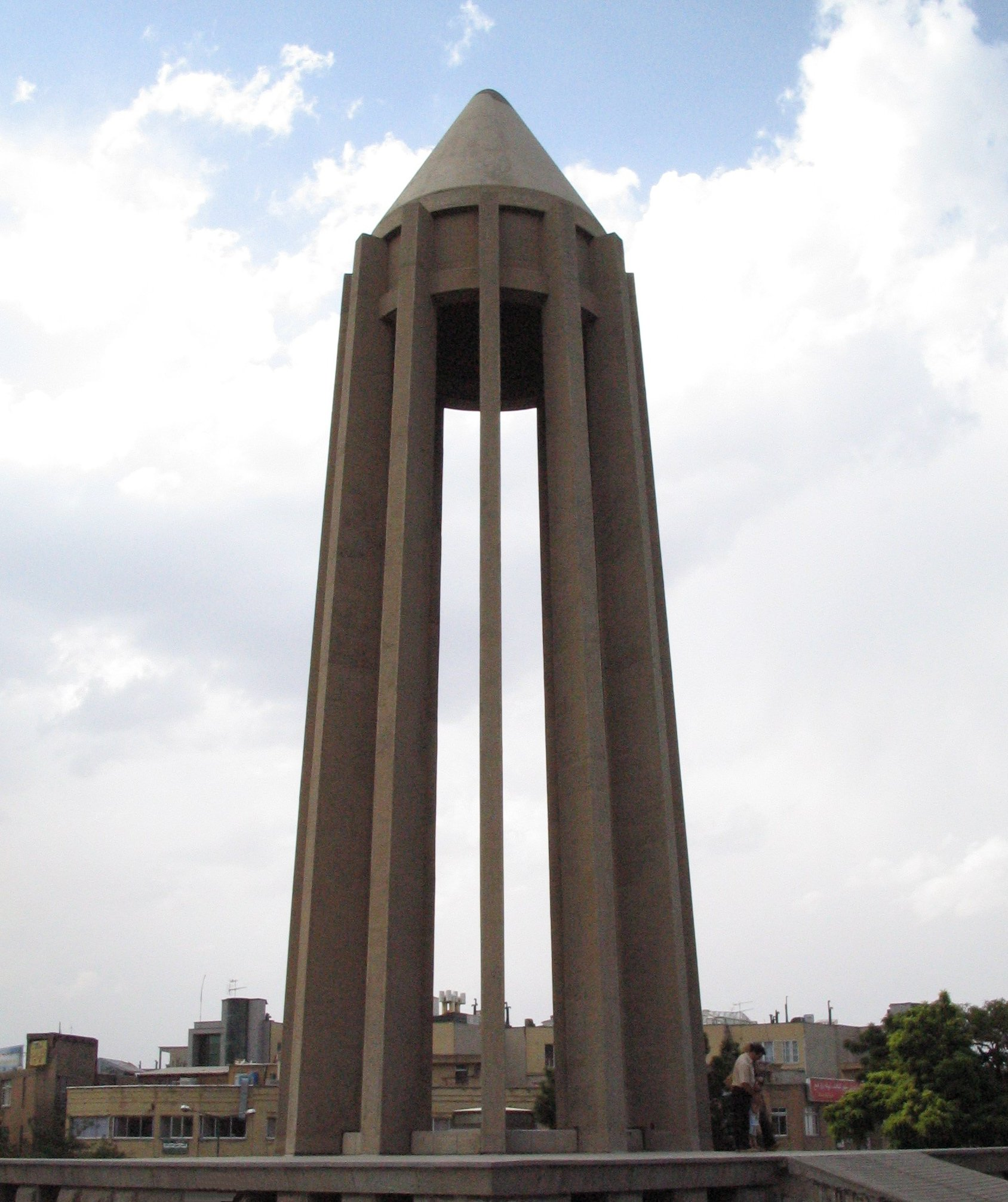
Le mausolée d'Avicenne à Hamadan.

En participant à une expédition menée par l'émir 'Ala ad-Dawla dans le Kermanshah, Avicenne tombe malade. Il meurt à Hamadan au mois d'août 1037 (premier vendredi du mois de ramadan 428 de l’Hégire), à l’âge de cinquante-sept ans. Il souffrait depuis longtemps d'une maladie intestinale dont la nature exacte est discutée : cancer du côlon, dysenterie amibienne, empoisonnement criminel...
Avicenne est enterré près d'Hamadan. Son tombeau est resté un lieu de pèlerinage jusqu'à nos jours. Jusqu'en 1950, il n'était signalé que par une simple « lanterne des morts » en granit. En 1952, un mausolée monumental a été inauguré sur sa tombe à Hamadan. Il s'agit d'une colonnade de granit en 12 piliers, symbolisant les douze sciences du savoir d'Avicenne, couronnés par une toiture conique. À cette occasion, des photographies de son crâne sont prises, permettant à un anthropologue et sculpteur soviétique de réaliser un « portrait » d'Avicenne. Cette statue en marbre blanc se trouve près du mausolée.
Avicenne est revendiqué par de nombreux pays, car il est né dans une région qui s'est appelé le Turkestan et qu'il a beaucoup voyagé et séjourné dans des pays musulmans. Le reconnaissent comme leur : l'Ouzbékistan, le Tadjikistan, l'Azerbaïdjan, l'Afghanistan, l'Iran, la Turquie ainsi que de nombreux pays arabes éloignés qui, au motif d'un séjour supposé, lui prêtent une vénération particulière.

## Son œuvre
Son œuvre est d'une ampleur variable selon les sources : 276 titres pour G. C. Anawati, 242 pour Yahya Mahdavi, voire 456 titres pour le chercheur iranien Said Nafissi, mais seuls 160 sont parvenus jusqu'à nous.

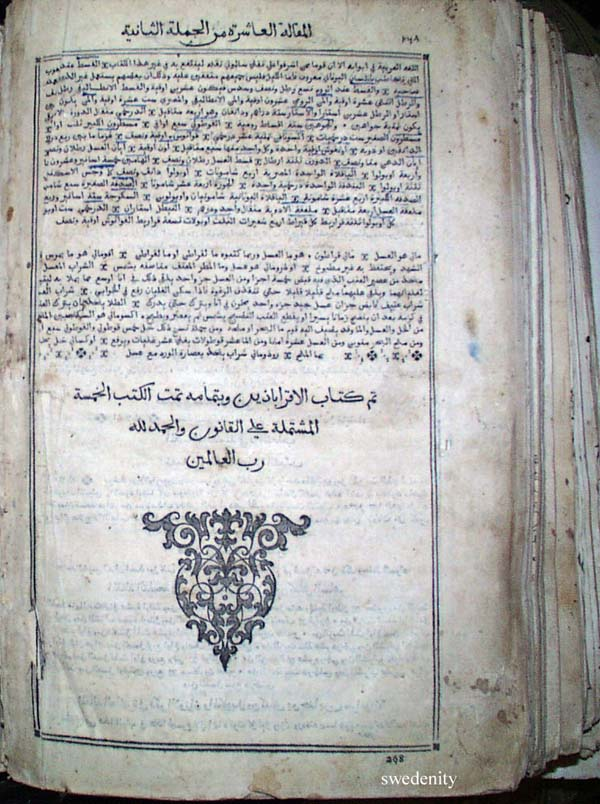
Qanûn (Avicenne).

Il est l'auteur de monuments, d'ouvrages plus modestes, mais aussi de textes courts. Son œuvre couvre toute l'étendue du savoir de son époque : logique, linguistique, poésie ; physique, psychologie, médecine, chimie ; mathématiques, musique, astronomie ; morale et économie ; métaphysique, mystique et commentaires de sourates du Coran.
Avicenne, fin lettré, fut le traducteur des œuvres d’Hippocrate et de Galien et porta un soin particulier à l'étude d'Aristote. Il s'inscrit dans un mouvement général qui voit les philosophes de culture islamique découvrir la culture grecque auprès de l'Empire byzantin.
Pendant plusieurs siècles, jusqu'au XVIIe siècle, son Qanûn constitue le fondement de l'enseignement tant en Europe, où il détrône Galien, qu'en Asie.
Le dessein personnel du philosophe trouve son achèvement dans la philosophie orientale (hikmat mashriqiya), qui prit la forme de la compilation de vingt-huit mille questions. Cette œuvre disparut lors du pillage d’Ispahan (1034), et il n'en subsiste que quelques fragments.
Avicenne a écrit principalement en arabe classique (pour presque tous ses ouvrages majeurs) mais parfois aussi dans la langue vernaculaire, le persan, pour 23 titres mineurs (à l'exception du Danesh Nâma ou « Livre de Science »).

## La médecine d'Avicenne

### Textes

#### Canon de la médecine

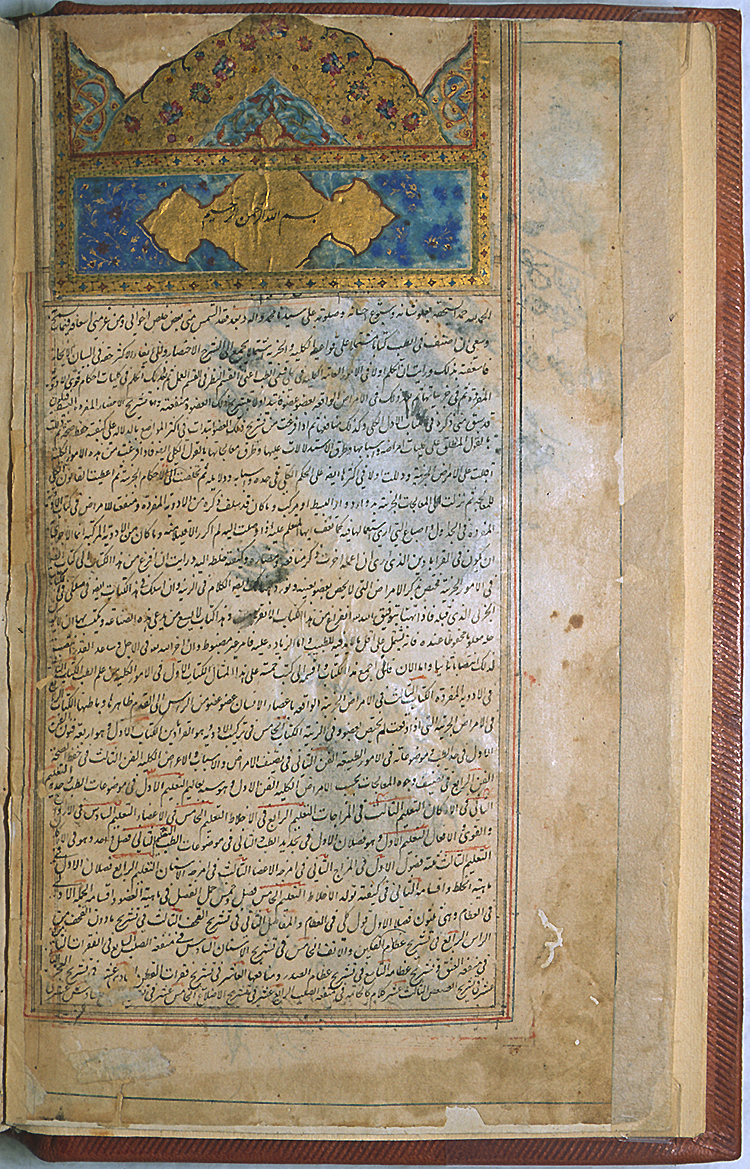
Page de garde d'une édition du Kitab Al Qanûn fi Al-Tibb du début du XVe siècle.

Le Kitab Al Qanûn fi Al-Tibb (« livre des lois médicales »), composé de 5 livres, vers 1020, est l'œuvre médicale majeure d'Avicenne.
Son Canon rencontra un grand succès, qui éclipsa les travaux antérieurs de Rhazès (850 - 926), d'Haly-Abbas (930 - 994) et d'Abu Al-Qasim (936 - 1013) et même ceux d'Ibn-Al-Nafis (1210 - 1288) qui lui sont postérieurs. Les Européens du XIIe  au  XVIIe siècle ramenèrent de l'Orient le Canon de la Médecine, qui influença la pratique et l'enseignement de la médecine occidentale.
L'ouvrage fut traduit en latin par Gérard de Crémone, de l'école de Tolède, entre 1150 et 1187. C'est là où Ibn Sina en arabe devient Ben Sina en hébreu, et Avicenna en espagnol. Il est imprimé en hébreu à Milan en 1473, puis à Venise en 1527 et à Rome en 1593. Son influence dure jusqu'à sa contestation à la Renaissance : Léonard de Vinci en rejette l'anatomie et Paracelse le brûle. C'est le développement de la science européenne qui provoquera son obsolescence, par exemple la description de la circulation sanguine par William Harvey en 1628. Néanmoins cet ouvrage marqua longuement l'étude de la médecine, et même en 1909, un cours de la médecine d'Avicenne fut donné à Bruxelles. Sous Louis XIV, le chirurgien Antoine Lambert le cite comme l'un des plus grands médecins de l'Histoire et le surnomme « prince des Arabes ».

#### Autres textes
Ses autres textes médicaux ou scientifiques représentent plus de 40 écrits, moins volumineux que le Canon. Il en a lui-même donné une version abrégée, condensée en vers, le « Poème de la Médecine » ou Kanun fit'tibb.
Le Kitab al-shifa ou « Livre de la guérison [de l'âme] » est consacré à la cosmogonie, physique, métaphysique et logique. Le Danesh Nâma ou « Livre de Science », est le seul grand ouvrage d'Avicenne rédigé directement en persan. Ces deux livres traitent de la classification des sciences et des principes de chaque domaine du savoir.

### Apport d'Avicenne
Il replace l'ensemble des connaissances médicales de son temps dans une vaste synthèse philosophique et logique, combinant la logique d'Aristote avec le néoplatonisme. Il élève ainsi la dignité de la médecine comme discipline intellectuelle (d'où son caractère universitaire dès les premières universités de l'Occident médiéval). La médecine s'intègre dans une philosophie naturelle compatible avec le monothéisme, ses textes médicaux sont bientôt traduits en hébreu et en latin.

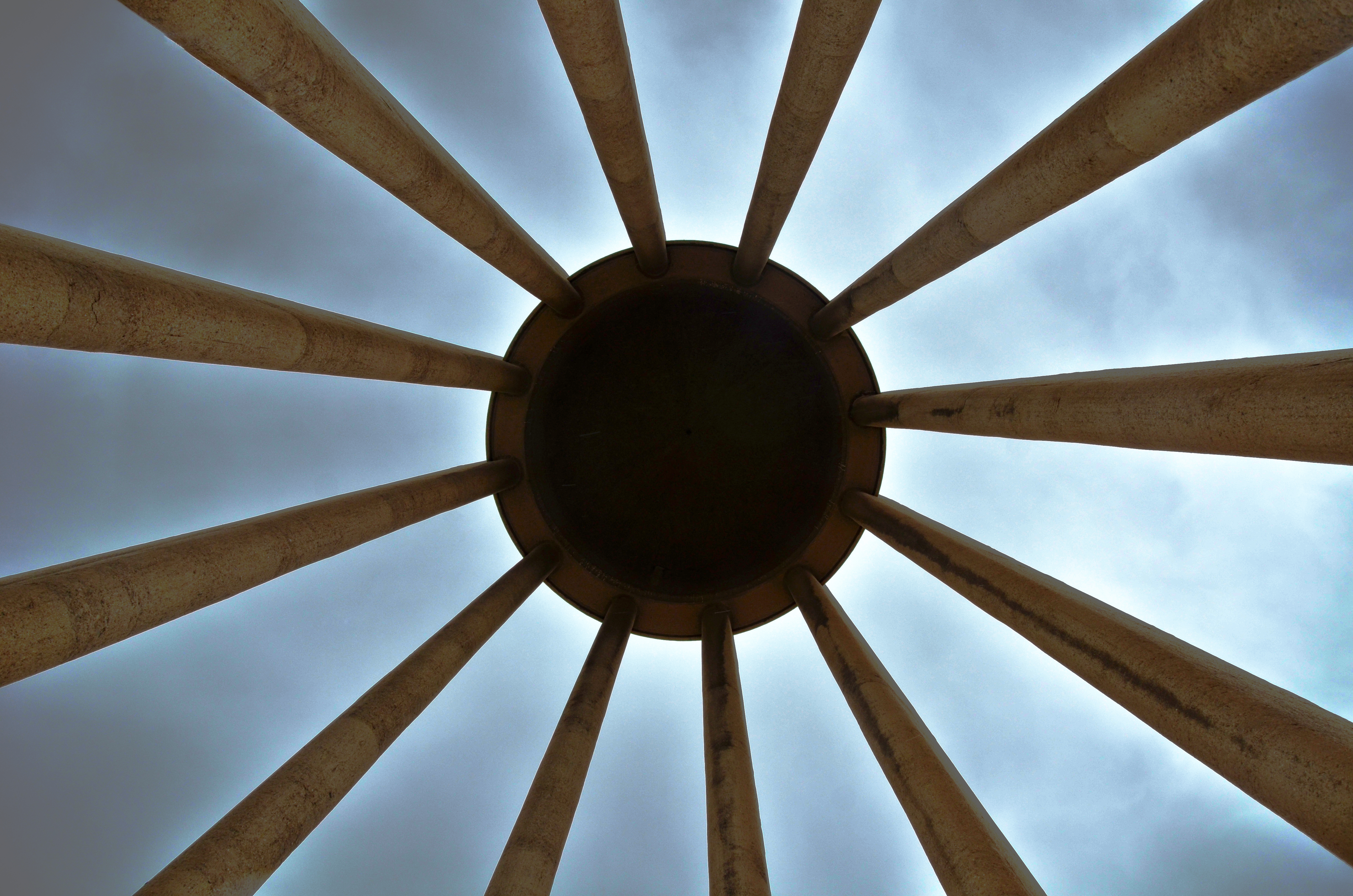
Sous la coupole conique du mausolée d'Avicenne à Hamadan, réunissant les 12 savoirs d'Avicenne en autant de piliers.

De ce point de vue, Avicenne peut être perçu de deux manières. Soit on lui reproche cette fusion de la médecine et de la philosophie, ainsi que son goût pour les synthèses abstraites ; soit on lui accorde d'avoir distingué la médecine au sein même de cette fusion : « Certes le discours du philosophe est plus vrai, car il est prouvé avec subtilité, mais le discours du médecin est plus manifeste à première vue » (Canon, I, 1, 5, 1).
D'où deux voies pour un même but, que la scolastique médicale appellera la via philosophorum et la via medicorum :
- via philosophorum : fait appel à la raison et à la logique, jugement par la pensée spéculative,
- via medicorum : fait appel à la raison et à l'expérience, jugement par l'expérience sensorielle acquise[22].

Avicenne se démarque en combinant la foi avec le raisonnement philosophique. Il accepte de l'Islam ce qui lui parait logique et cohérent, et il pense la médecine comme une science rationnelle, rejetant les références magiques et ésotériques, alchimiques (transmutation des métaux) et astrologiques (jugement de Dieu par les astres). Il emprunte à Hippocrate, Galien, Dioscoride et tous les auteurs en arabe avant lui, notamment Rhazès (Al-Razi) et Haly Abbas (Al-Majuzi) qu'il précise et développe avec son expérience personnelle,,.

#### Anatomie et physiologie
La loi coranique interdisant la dissection des cadavres, l'anatomie d'Avicenne reste une anatomie livresque. Elle se base principalement sur celle de Galien, mais aussi sur des textes indiens et hébreux. Si la transmission du Talmud aux auteurs arabes au VIIIe et IXe siècles est attestée, celle de l'influence de sources chinoises est douteuse.
Ainsi son décompte des os humains est celui du Talmud (plus précisément dans un des traités de la Mishna sur les puretés), et son anatomie de l'œil suit celle de Galien dans ses moindres détails. À ce travail de synthèse érudite, il ajoute une anatomie spéculative par « raison logique ». À partir de fonctions supposées ou apparentes, il en déduit des structures anatomiques, sans dissection, ni démonstration de visu. Par exemple, il donne le pénis comme constitué de trois conduits séparés : pour l'urine, pour les sécrétions lubrifiantes, et pour le sperme.
Lorsque l'anatomie de Galien est en contradiction avec celle d'Aristote, Avicenne cherche à les concilier avec une préférence pour Aristote. Ainsi, il attribue trois ventricules au cœur, selon l'opinion d'Aristote, et malgré les observations anatomiques de Galien.
En physiologie, il combine la théorie des humeurs de Galien avec la théorie des âmes d'Aristote. Le corps humain fonctionne selon un équilibre de quatre humeurs, quatre qualités et quatre tempéraments. Avicenne distingue des « forces naturelles » : procréation et génération, nutrition (attraction par assimilation et croissance, expulsion et excrétion), etc. L'air joue un rôle de régulateur par la respiration. C'est la conception d'Aristote de la respiration comme un refroidissement du sang échauffé dans le cœur.
Le cœur est doté d'une force pulsatile, qui distribue chaleur et esprit vital dans l'ensemble du corps. C'est à partir d'un commentaire du Canon d'Avicenne, sur les rapports circulatoires cœur-poumon, qu'Ibn Nafis (1211-1288) avancera l'idée de petite circulation.

#### Clinique et pathologie
Avicenne s'attache beaucoup à la description des symptômes, décrivant toutes les maladies répertoriées à l'époque, y compris celles relevant de la psychiatrie.

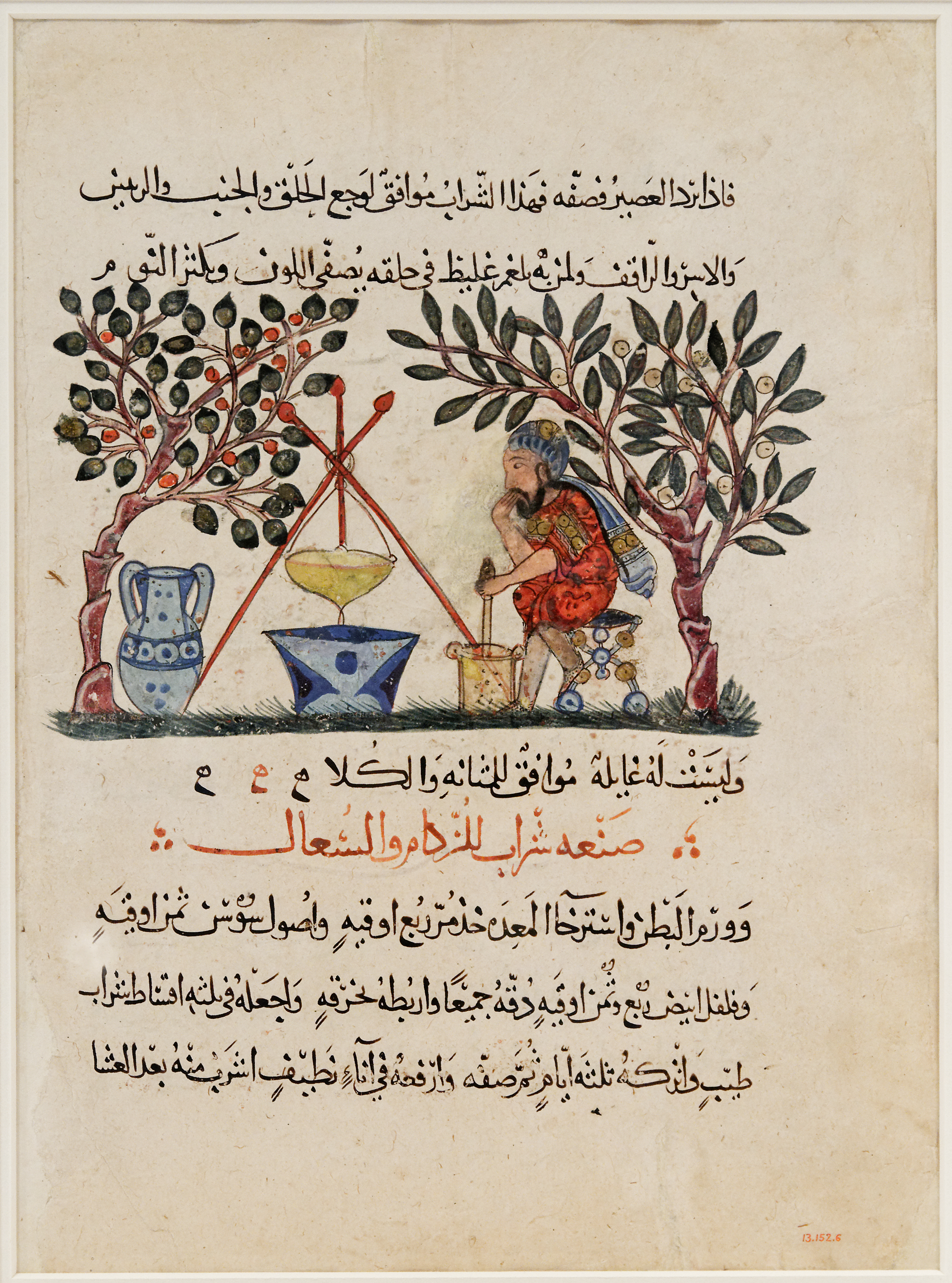
Médecin préparant une potion. Illustration d'un manuscrit (daté de 1224, peut-être de Bagdad) traduction en arabe du De Materia Medica de Dioscoride (vers 40-90 apr. J.-C.).

Son examen clinique (observations par les cinq sens) insiste plus particulièrement sur l'examen des pouls (il en distingue près de 60 variétés, regroupées en 10 genres) et l'examen des urines « basées sur la couleur, l'aspect, le dépôt, le volume, l'odeur et la mousse ». Il est l'une des principales sources de ce qui sera l'uroscopie médiévale,.
Le malade est considéré dans sa globalité (mode de vie et environnements). Il distingue la valeur de ce qui se répète dans les mêmes conditions, éliminant ce qui relève de cause accidentelle ou fortuite (hasard ou coïncidence en termes modernes). Il approche ainsi la notion de loi, en subordonnant la médecine à la physique ou science naturelle, il fait ainsi du médecin un « physicien », usage qui persiste encore dans l'anglais physician pour médecin,.
Il renouvelle les descriptions de l'apoplexie cérébrale et du diabète, de l'hydropisie ; il attribue la formation des calculs de vessie à un excès de matière dans l'urine.
Il décrit aussi la rage des chiens, loups, renards et chacals qu'il attribue à un excès de bile noire par consommation de chair en putréfaction ou d'eau polluée. Il fait de l'excès de bile noire ou atrabile la cause principale de très nombreuses maladies.
Il distingue des variétés de méningites et d'ictères. Mais il s'agit le plus souvent d'un travail de classification systématique selon une pathologie humorale (Galien) ou de « qualités » (Aristote), de tels critères théoriques ne reposent sur aucune réalité pathologique au sens biomédical moderne.
Toutefois son sens critique et son expérience personnelle lui permettent d'être plus précis que ses devanciers. Il distingue la pleurésie, la médiastinite et l'abcès sous-phrénique (abcès situé sous le diaphragme). Son diagnostic différentiel entre rougeole et variole est plus explicite que celui de Rhazès.
Avicenne participe à la distinction entre elephantiasis graecorum (lèpre) et elephantiasis arabum (éléphantiasis au sens moderne). Sa description d'une lèpre débutante (perte du tiers externe des sourcils, voix rauque, zones anesthésiques cutanées, perte de jeu des muscles faciaux) sera utilisée comme procédure de diagnostic précoce plus sûr en Occident médiéval.
Il décrit une maladie qu'il appelle « maladie de Médine » particulière à cette région. Il s'agit de la dracunculose, maladie due à un ver parasite appelé depuis dracunculus medinensis.

#### Thérapeutique et diététique
Dans le livre second du Canon, Avicenne présente une liste alphabétique de 765 produits pharmaceutiques simples, qu'il classe en qualités (froid, chaud, sec, humide) et en degré d'intensité (de un à quatre), à partir de la théorie de Galien. Il les subdivise encore en espèces et variétés, et selon des causes, aboutissant à des combinaisons arithmétiques.
Il poursuit ici les travaux d'Al-Kindi dans le domaine de la pharmacopée. Il reprend une tradition arabe de présentation en tables ou tableaux (en arabe taqwim devenu en latin tacuinum). Avicenne en arrive à une « algèbre thérapeutique à la fois séduisante [par sa logique mathématique] et totalement irréelle [sans répondant biomédical moderne] ».
Ses choix thérapeutiques procèdent de deux méthodes : l'une théorique et logique fondée sur les qualités (celles de la maladie sont combattues par les qualités contraires du médicament), l'autre basée sur l'expérience et l'observation des résultats. Cette dernière se fonde sur l'existence d'une « forme spécifique » qui ne peut être déduite des qualités, et qui n'est définie que par ses effets.
D'autres médicaments sont indiqués selon leurs effets mécaniques : émétique, purgatif, diurétique, etc. Il accorde une grande importance aux évacuations censées purifier le corps. D'où aussi la pratique de la sudation, des ventouses, de la saignée, du lavage de l'intestin...
Dans le livre III du Kanūn, il décrit la trachéotomie, connue depuis l'Antiquité mais peu pratiquée, parce qu'elle est mal maîtrisée et à cause des interdits religieux,.
Il traite la douleur en utilisant des médicaments antalgiques, mais aussi par tout autre moyen (massage, compresses chaudes ou vessie de glace, musique agréable, marche, sommeil...).
En diététique, il décrit longuement les propriétés des différents aliments et boissons. Le régime alimentaire est à adapter selon l'âge, le mode de vie, l'environnement du sujet... Il est à visée préventive et curative. L'obésité est vue comme une condition nuisible, pathologique. Comme d'autres auteurs arabes, il conseille 3 repas sur 2 jours (matin et soir ; puis une simple collation le lendemain), ce rythme visant à terminer une digestion complète avant chaque cycle.

#### Hygiène et environnement
Pour Avicenne, l'hygiène et la médecine sont deux pratiques complémentaires. La médecine d'Avicenne pourrait être résumée par la phrase d'introduction de Urdjuza Fi-Tib' (Poème de Médecine) : « la médecine est l'art de conserver la santé et éventuellement, de guérir la maladie survenue dans le corps ». ou encore « l'art de conserver la santé peut-être défini comme celui qui permet à l'organisme humain d'atteindre dans des conditions convenables l'âge auquel il est naturellement prédisposé ».

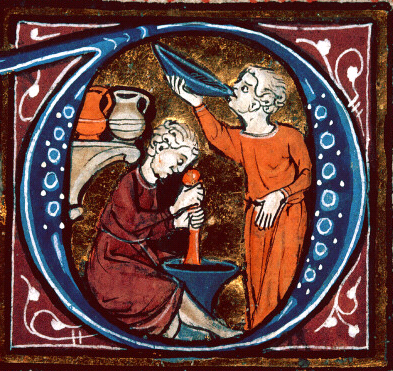
Détail d'une enluminure du Canon medicinae d’Avicenne (Bibliothèque municipale de Besançon - ms. 0457 - f. 051).

Selon la théorie de Galien, l'hygiène dépend de « six choses non naturelles » (liées non pas à la nature, mais au choix des individus). Ce sont le choix de la nourriture et de la boisson, l'élimination de ce qui est superflu, les soins du corps, la respiration, l'exercice du corps et de l'esprit, la veille et le sommeil. Avicenne ajoute une notion particulière, celle de complexion ou constitution de qualités propres à chaque individu. La santé est une harmonie entre les six non-naturels de Galien adaptés à la complexion naturelle de chacun.
La toilette du corps a pour but d'éliminer tous les déchets : poils, transpirations, sécrétions... d'où rasage, coiffage, épilation, lavage des dents et des yeux, nettoyage du nez et des oreilles.
Le temps de sommeil justement nécessaire doit être respecté, en préférant le sommeil de nuit à la sieste de jour. Il recommande de changer de position durant le sommeil : s'endormir du côté droit, puis se retourner sur la gauche, et finir en revenant à la position de départ. Il s'agit de bien répartir et diffuser les différentes humeurs du corps. Cette recommandation sera reprise par tous les médecins médiévaux.
L'air est l'élément essentiel à la vie ; la respiration permettant à l'air « d'entrer dans le cœur » et de « refroidir le sang » en expulsant les « fumées corporelles ». L'air doit être pur, clair et lumineux, en mouvement plutôt que stagnant, de caractère tempéré (l'air printanier est le meilleur des quatre saisons). Dans les cas contraires, l'air est dangereux. Ces facteurs conditionnent le choix de l'habitat,.
Il attribue l'infection à des particules terrestres contenues dans l'eau polluée, et surtout aux vapeurs malsaines présentes dans l'air. Avicenne est l'une des sources de la théorie des miasmes qui dominera longtemps en Occident. Face à la peste noire de 1348, les médecins occidentaux n'auront comme sources principales qu'Avicenne (Canon) et Rhazès (Almansor ou Kitab al-Mansouri fi al-Tibb) à partir desquels ils publieront d'innombrables traités de peste durant les XIVe et XVe siècles.
Il reconnaît le caractère contagieux (transmission par contact ou proximité) de la tuberculose, de la lèpre, de la gale, de la variole,. Ces deux théories, transmission par l'air infect et par contact, resteront en concurrence en Occident jusqu'au XIXe siècle.

## Métaphysique
Sa doctrine philosophique, en particulier sa métaphysique, se base sur celle d'Aristote et sur les travaux d'al-Farabi. Mais elle est aussi marquée par l'influence néo-platonicienne. En effet, Avicenne avait à sa disposition, parmi les œuvres traduites alors en arabe, une « Théologie » d'Aristote qui était en réalité une traduction de plusieurs livres des Ennéades de Plotin. Ses autres œuvres sont marquées par la recherche d'une philosophie orientale et d'une mystique personnelle.

### Dieu et la Création

#### La cause efficiente
Avicenne reprend la théorie aristotélicienne des quatre causes. Mais il est le premier à concevoir la causalité efficiente de Dieu (c'est-à-dire une causalité créatrice), par opposition à la causalité motrice aristotélicienne (qui était seulement un principe de mouvement, mais non une cause d'existence ex nihilo),.

Ibn-Sina distingue ainsi la philosophie naturelle, ou la physique, et la théologie, ou la métaphysique. Le métaphysicien tient un discours sur la cause très différent du naturaliste :
« Par “agent”, le métaphysicien ne veut pas seulement dire le principe du mouvement, comme le naturaliste veut le dire, mais le principe et l'origine de l'existence, comme dans le cas de Dieu à l'égard du monde. »
Spécialiste de sa pensée, Kara Richardson donne une définition importante et contextualisée : « In his Metaphysics, Ibn Sīnā defines each of the four causes in relation to the subject studied in metaphysics : the existent qua existent. He defines the efficient cause or agent as that which gives or bestows the existence of something distinct from it. »
C'est en ce sens qu'Avicenne écrit : « La cause est pour l’existence seulement » (Kitāb al-Shifā, ou Livre de la guérison, Livre VI, chap. 1).
Les théologiens chrétiens, tels que Albert le Grand et Thomas d'Aquin, le citent dans leurs œuvres et lui sont redevables de cette invention majeure.
L'essence, pour Avicenne, est non-contingente, ne dépendant que d'elle-même. Possible est chaque essence dans son potentiel à être. Pour qu'une essence soit actualisée dans une instance (une existence), il faut un accident nécessaire. Cette relation de cause à effet, toujours parce que l'essence n'est pas contingente, est inhérente à l'essence elle-même. Ainsi il doit exister une essence nécessaire en elle-même pour que l'existence puisse être possible : l'Être nécessaire, ou encore Dieu.
L'Être nécessaire est Un - c'est à la fois la conception qu'en a Plotin (το ου), mais aussi le dogme musulman (tawhīd, unicité et unité). La difficulté est alors d'expliquer l'origine de la pluralité des êtres. Comment, de l'unité, peut naître la multiplicité, ?
L'Être nécessaire crée la Première Intelligence par émanation (ou « procession »), notion typiquement plotinienne. Cette définition altère profondément la conception de la création : il ne s'agit plus d'une divinité créant par caprice, mais d'une pensée divine qui se pense elle-même ; le passage de ce premier être à l'existant est une nécessité et non plus une volonté. Le monde émane alors de Dieu par surabondance de Son Intelligence, suivant ce que les néoplatoniciens ont nommé émanation : une causalité immatérielle. La venue au monde par procession ou émanation heurte la théologie asharite qui souligne le volontarisme divin : la Création est l'effet de la volonté libre et arbitraire d'Allah,. C'est pourquoi Fakhr al-Din Al-Razi, qui introduit certaines thèses d'Avicenne dans la théologie asharite, ne suit pas Ibn Sina sur ce point : l'idée d'une Création nécessaire, et non volontaire, ne convient pas à sa représentation de la Toute-puissance divine. Avicenne s'inspire des travaux d'al-Farabi, mais à cette différence que c'est l'Être nécessaire qui est à l'origine de tout (voir plus bas les Dix intelligences). Cette perspective serait donc plus compatible avec le Coran.
« Chaque Intelligence, à l'exception de la dernière de la série, engendre en premier lieu l'Intelligence qui lui est immédiatement inférieure à travers l'acte par lequel elle connaît le Premier Être, puis l'âme de sa sphère à travers l'acte par lequel elle se connaît comme nécessaire en vertu du Premier Être, et en troisième lieu le corps de cette sphère à travers l'acte par lequel elle se connaît comme possible en elle-même. »
La création de la pluralité va procéder de cette Première Intelligence.
- La Première Intelligence, en contemplant le principe qui la fait exister nécessairement (c'est-à-dire Dieu), donne lieu à la Deuxième Intelligence.
- La Première Intelligence, en se contemplant comme émanation de ce principe, donne lieu à la Première Âme, qui anime la sphère des sphères (celle qui contient toutes les autres).
- La Première Intelligence, en contemplant sa nature d'essence rendue possible par elle-même, c'est-à-dire la possibilité de son existence, crée la matière qui emplit la sphère des sphères, c'est la sphère des fixes.

#### L'existence de Dieu: l'argument par la contingence
Dans "Le livre de la délivrance" (un condensé du "Livre de la guérison"), Avicenne développe un argument original pour l'existence de Dieu. L'arrière-plan de l'argument est le point de vue d'Avicenne selon lequel l'existence, la nécessité et la possibilité sont mieux connues de nous que tout ce que nous pourrions dire pour les élucider. En particulier, l'affirmation de l'existence d'une chose ou d'une autre est plus manifestement correcte que ne le serait tout argument que nous pourrions donner pour justifier cette affirmation. Et les notions de nécessité et de possibilité sont plus fondamentales que toute autre notion à laquelle nous pourrions faire appel pour tenter de les définir. Néanmoins, Avicenne pense que nous pouvons dire quelque chose pour décrire les notions de nécessité et de possibilité, même si nous ne pouvons pas les définir strictement.
Le philosophe thomiste Edward Feser résume l'argument d’Avicenne comme suit:
1. Quelque chose existe.
2. Tout ce qui existe est soit possible, soit nécessaire.
3. Si cette chose qui existe est nécessaire, alors il y a un existant nécessaire.
4. Tout ce qui est possible a une cause.
5. Donc, si cette chose qui existe est possible, alors elle a une cause.
6. La totalité des choses possibles est soit nécessaire en soi, soit possible en soi.
7. La totalité ne peut être nécessaire en elle-même puisqu'elle n'existe que par l'existence de ses membres.
8. Ainsi, la totalité des choses possibles est possible en elle-même.
9. Donc la totalité des choses possibles a une cause.
10. Cette cause est soit interne à la totalité, soit externe à celle-ci.
11. Si elle est interne à la totalité, alors elle est soit nécessaire, soit possible.
12. Mais elle ne peut dans ce cas être nécessaire, car la totalité est constituée de choses possibles.
13. Et elle ne peut pas non plus dans ce cas être possible, puisqu'en tant que cause de toutes les choses possibles, elle serait dans ce cas sa propre cause, ce qui la rendrait nécessaire et non possible après tout, ce qui est une contradiction.
14. Ainsi, la cause de la totalité des choses possibles n'est pas interne à cette totalité, mais externe à elle.
15. Mais si elle est en dehors de la totalité des choses possibles, alors elle est nécessaire.
16. Il y a donc un existant nécessaire.

Comme le note Jon McGinnis, parmi les caractéristiques distinctives de cet argument, il y a le fait que non seulement il n'exige pas une prémisse à l'effet qu'un infini réel est impossible comme le font souvent les arguments cosmologiques, mais qu'il ne repose pas non plus sur une prémisse à l'effet que le monde des choses possibles est ordonné (comme le fait un argument téléologique), ou qu'il est en mouvement (comme le fait un argument aristotélicien du mouvement), ou qu'il est multiple par opposition à unifié (comme le pourrait un argument néoplatonicien). Son but est de montrer que si quelque chose existe, il doit alors y avoir un être nécessaire.
L’Être Nécessaire, selon Avicenne, doit être unique. Car supposons qu'il y ait deux ou plusieurs Êtres Nécessaires. Il faudrait alors que chacun ait un aspect qui le différencie de l'autre - quelque chose que cet Être Nécessaire a et que l'autre n'a pas. Dans ce cas, ils devraient avoir des parties. Mais une chose qui a des parties n'est pas nécessaire en elle-même, puisqu'elle existe par ses parties et ne serait donc nécessaire que par elles. Puisque l'Être Nécessaire est nécessaire en lui-même, il n'a pas de parties, et n'a donc rien par lequel un Être Nécessaire pourrait même en principe différer d'un autre. Il ne peut donc y en avoir plus d'un.
De toute évidence, il s'ensuit également que l'Être Nécessaire, étant sans parties, est simple ou non-composé. L'Être Nécessaire doit aussi être immatériel, et donc incorporel. Car la matière n'existe que dans la mesure où elle a une forme, et ce qui est composé de forme et de matière n'est pas simple mais composite.
Aussi la bonté, pour l'aristotélicien, doit être définie comme la fin vers laquelle une chose pointe en tant que cause finale. Or, une partie de la métaphysique plus générale d'Avicenne est la thèse selon laquelle toute chose existante "désire" ou vise à s'approcher de l'existence nécessaire autant qu'elle le peut. Mais alors ce qu'elle désire ou vise est de se rapprocher de l'Être Nécessaire, qui en tant qu'objet de ce désir ou de ce but est le bien le plus élevé. L'Être nécessaire doit également être parfait dans la mesure où, pour Avicenne, la perfection est ce qui complète une chose par rapport à son existence : un gland est d'autant plus parfait qu'il est proche d'être un chêne, la Vénus de Milo serait plus parfaite si elle avait ses bras, et ainsi de suite. Mais l'Être Nécessaire, étant absolument nécessaire en lui-même, ne manque de rien en ce qui concerne son existence.

#### Influence d'Avicenne sur le kalām
L'influence de la philosophie d'Avicenne dans la théologie rationnelle asharite a été croissante. C'est surtout avec Al-Juwayni que les concepts avicenniens commencent à pénétrer dans le kalām. La preuve de l'existence de Dieu par la contingence du monde témoigne de cette influence. Si Al-Ghazālī condamne certaines des thèses d'Avicenne, cela ne l'empêche pas de lui en emprunter d'autres - sans le nommer. Faḫr ad-Dīn ar-Rāzī n'aura pour sa part aucune réticence à se référer explicitement à Ibn Sinā. Aux yeux de Louis Gardet, c'est cette place des concepts et méthodes des falāsifa, en particulier Avicenne, qui distingue, parmi les deux grandes périodes de la théologie acharite, celles des modernes. Preuve de la progression des idées d'Avicenne, le théologien mutazilite al-Malāhimī, au XIIe siècle, voit cette influence grandir avec inquiétude, car il reproche au philosophe de dénaturer l'islam.

### Philosophie de l'être
Selon Marie-Dominique Philippe, Avicenne était un croyant au Dieu-Créateur dans l’Islam. La foi d’Avicenne ne l’empêche pas d'utiliser la métaphysique d’Aristote. Mais au contraire il s’en sert. Il ajoute qu’Avicenne ne fait pas la distinction entre la théologie et métaphysique. Chez Avicenne, il y a un passage de la métaphysique à la théologie comme une sorte d’enveloppement.

### Angélologie

#### Hiérarchie des dix sphères

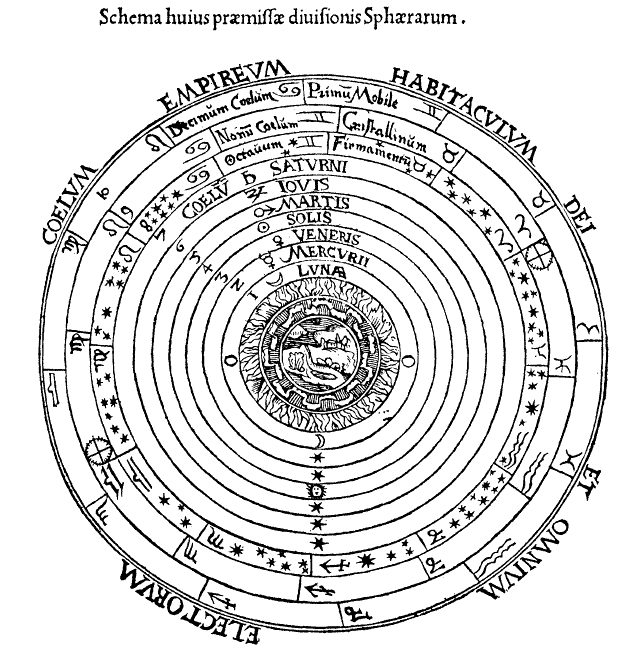
Hiérarchie de dix sphères célestes d'après le système de Ptolémée, illustration de Cosmographia, Anvers, 1524, de Petrus Apianus.

Avicenne s'inspire plus particulièrement de l'angélologie d'al-Farabi. L'univers est constitué d'une hiérarchie de mondes sphériques, animés par des Âmes célestes (anges et archanges) procédant du principe divin, et motrices des cieux. Maïmonide, à leur suite, identifiera ces dix « intelligences séparées de toute matière » aux anges évoqués par la Bible.
La triple contemplation de la Première Intelligence instaure les premiers degrés de l'être. Elle se répète, donnant naissance à la double hiérarchie :
- hiérarchie supérieure, qu'Avicenne désigne comme les Chérubins (Kerubim) ;
- hiérarchie inférieure, qu'Avicenne désigne comme les Anges de la magnificence ;

Ces âmes animent les cieux, mais elles sont dépourvues de la perception du sensible ; elles se situent entre pur intelligible et sensible, et elles se caractérisent par leur imagination, qui leur permet de désirer l'intelligence dont elles procèdent. Le mouvement éternel qu'elles impriment aux cieux résulte de leur recherche toujours inassouvie de cette intelligence qu'elles désirent atteindre.
Elles sont à l'origine des visions des prophètes, par exemple. « Il y a donc, dit Avicenne, pour chaque sphère céleste une âme motrice qui intellige [saisit par son intelligence] le bien et qui, à cause de son corps, est douée d'imagination, c'est-à-dire des représentations des particuliers et une volonté des particuliers ». Le point de départ, ici, était la cosmologie d'Aristote : Dieu est une substance immobile, un premier moteur unique, immobile, qui meut en tant qu'objet de désir et d'intellection du premier ciel, qui est la substance de la circonférence la plus extérieure de l’Univers, à savoir la sphère des étoiles fixes.
Cette hiérarchie correspond aux Dix Sphères englobantes (Sphère des Sphères, Sphère des Fixes, sept Sphères planétaires, Sphère sublunaire).

#### Dixième intelligence et intellect
La Dixième Intelligence,, issue de l'Intelligence du 9° ciel (la Lune), mais sans fonction astronomique, revêt une importance singulière: aussi appelée Intellect agent ou l'Ange, et associée à Gabriel dans le Coran, elle se situe si loin du Principe que son émanation éclate en une multitude de fragments. En effet, de la contemplation de l'Ange par lui-même, en tant qu'émanation de la neuvième Intelligence, n'émane pas une âme céleste, mais les âmes humaines. Alors que les Anges de la Magnificence sont dépourvus de sens, les âmes humaines ont une imagination sensuelle, sensible, qui leur confère le pouvoir de mouvoir les corps matériels.
Pour Avicenne, l'intellect humain n'est pas forgé pour l'abstraction des formes et des idées. L'homme est pourtant intelligent en puissance, mais seule l'illumination par l'Ange leur confère le pouvoir de passer de la connaissance en puissance à la connaissance en acte. Toutefois, la force avec laquelle l'Ange illumine l'intellect humain varie :
- les prophètes, inondés de l'influx au point qu'il irradie non plus seulement l'intellect rationnel mais aussi l'imagination, réémettent à destination des autres hommes cette surabondance ;
- d'autres reçoivent tant d'influx, quoique moins que les prophètes, qu'ils écrivent, enseignent, légifèrent, participant aussi à la redistribution vers les autres ;
- d'autres encore en reçoivent assez pour leur perfection personnelle ;
- et d'autres, enfin, si peu qu'ils ne passent jamais à l'acte.

Selon cette conception, l'humanité partage un et un seul intellect agent, c'est-à-dire une conscience collective. Le stade ultime de la vie humaine, donc, est l'union avec l'émanation angélique. Ainsi, cette âme immortelle confère, à tous ceux qui ont fait de la perception de l'influx angélique une habitude, la capacité de surexistence, c'est-à-dire l'immortalité.
Pour les néo-platoniciens, dont Avicenne fait partie, l'immortalité de l'âme est une conséquence de sa nature, et pas une finalité. Tandis que d'autres, comme Averroès, nient la permanence de l'âme individuelle, Avicenne pense que l'âme individuelle, substance indépendante du corps, survit à la mort de ce dernier. Il n'admet pas, en revanche, la résurrection des corps, qui constitue selon al-Ghazali un dogme fondamental de l'islam, ce qui lui vaut d'être qualifié d'infidèle,.
Pour sa part, à la différence d'Avicenne, Averroès va dégager l'aristotélisme des ajouts platoniciens qui s'étaient greffés sur lui : point d'émanatisme chez lui.

### Philosophie orientale
Cette deuxième partie de la philosophie avicennienne est peu connue. L'ouvrage disparut au cours du pillage d'Ispahan, en 1034, en même temps que le Livre de l’arbitrage équitable (Kitab al-Insaf), et Avicenne n'eut pas le temps ou la force de le réécrire. De cet ouvrage monumental (28 000 questions) de sagesse orientale (al-hikmat al-mashriqiyya) ne subsistent que quelques fragments,. Henry Corbin pense que ces œuvres sont le point de départ du projet de sagesse illuminative (hikmat al-ishrâq) que Sohrawardi mène plus tard à terme.

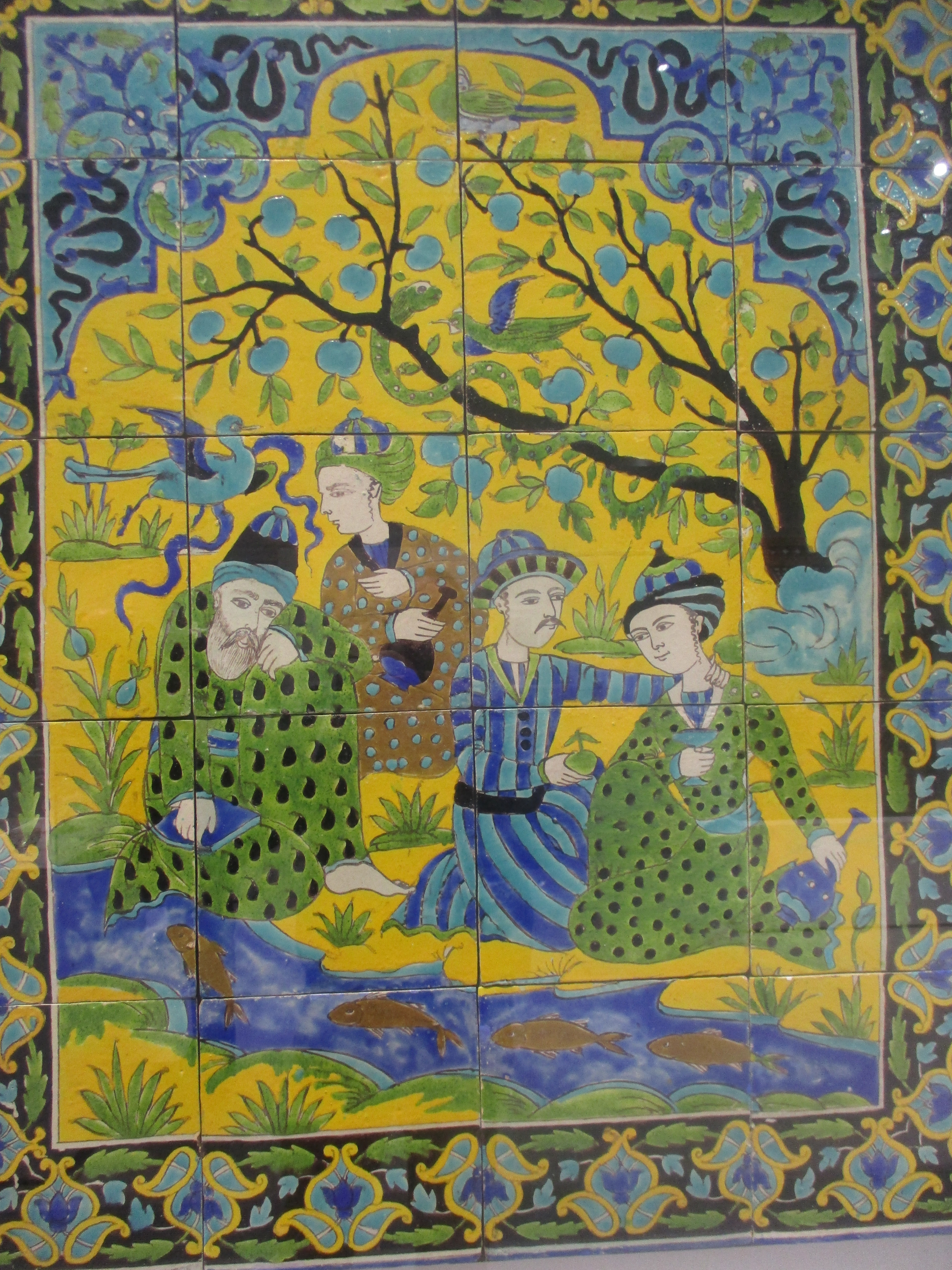
Mystiques musulmans dans un jardin. Panneau mural de provenance inconnue. Art iranien du XVIIe et XVIIIe (Musée du Louvre-Lens).

Les orientalistes occidentaux ont longtemps débattu de la signification même du terme mashriqiya :
- un différend sur la vocalisation (mushriqiya au lieu de mashriqiya) amène certains orientalistes à parler d'une philosophie illuminative ;
- la localisation des « orientaux » a donné lieu à d'intenses spéculations, mais aucune hypothèse n'a jamais vraiment convaincu.

Le mot ishraqiyyun, qui sert à désigner les platoniciens, a pu être source de confusion.
La tradition, en théosophie et mystique islamiques, considère mashriq (l'Orient) comme monde de la lumière, celui des Intelligences et donc des Anges, par opposition à maghrib (l’Occident) qui représente le monde sublunaire, monde de ténèbres où déclinent les âmes. Cette conception est déjà explicite chez Avicenne (voir le récit symbolique Hayy ibn Yaqzan), et le sera d'autant plus chez ses commentateurs et critiques, comme Sohrawardi.
Avicenne est l'auteur de quatre textes sur la philosophie orientale : le Récit de Hayy ibn Yaqzan, le Récit de l’oiseau, le Récit de Salâmân et Absâl.
- Récit de Hayy ibn Yaqzan : Hayy ibn Yaqzan est un enfant isolé sur une île. Il découvre de lui-même l'univers qui l'entoure. Ce récit forme une initiation à l'Orient, aux formes archangéliques de lumière, par opposition à l'occident et à l'extrême-occident (lieu de la Matière pure). Hayy ibn Yaqzan personnalise Avicenne dans sa relation avec l'Ange.
- Récit de l’oiseau : ce récit répond au Récit de Hayy ibn Yaqzan. Il entreprend ce voyage jusqu’à l'Extrême-Orient, cette quête de l'absolu pour parvenir à la « Cité du Roi ». L'âme s’est éveillée à elle-même. En l'extase d’une ascension mentale, elle franchit les vallées et les chaînes de la montagne cosmique en compagnie de l'Ange.
- Récit de Salâmân et Absâl : Ce récit décrit le drame des deux héros de la partie finale du Kitab al-Isharat wa-l-tanbihat (Livre des directives et des remarques). Ces deux personnages typisent les deux intellects — contemplatif (ou spéculatif) et pratique — dualité qui se retrouve dans les couples Phôs Lumière et Adam terrestre, Prométhée et Épiméthée, en un mot l’homme célestiel et l'homme de chair. Ainsi, la structure de l'âme se divise selon la même structure qui ordonne les couples d’Archanges-Kerubim et d’Anges-Âmes (cf. supra).

Selon Corbin :
« Ce ne sont point là des allégories, mais des symboles […] Ce qu'Avicenne essaye d'y configurer — son drame intime personnel, l'apprentissage de toute une vie — ne pouvait être dit autrement. Car le symbole est chiffre et silence ; il dit et ne dit pas. »

### Religion d'Avicenne
En Islam même, Avicenne est généralement classé parmi les philosophes de l'Islam, plutôt que parmi les spirituels ou les mystiques. Ce qui n'exclut pas qu'il ait eu aussi sa propre expérience mystique.
Selon Sournia, « Avicenne est un authentique musulman, seuls des extrémistes adverses peuvent le contester ». De son vivant, il n'a pas été critiqué pour sa foi ni sur sa pratique, même si on lui a reproché ses soirées courtisanes (vin, musique et femmes). Plusieurs théologiens musulmans, nés après sa mort, comme Ibn Taymiyya, Ibn Al-Qayim et Al-Dhahabi l'ont traité d'irreligieux. Al-Ghazâlî, dans son Tahāfut al-falāsifā (« Incohérence des philosophes »), lui reproche trois thèses qu'il qualifie d'hérésie (zandaqa) : affirmation de l'éternité passée du monde, négation de la connaissance par Dieu des particuliers et mise en question de la nature corporelle des délices et tourments dans l'Au-delà,.
Il ne discute pas l'Islam, il combine la foi et le raisonnement philosophique : « Il reprend tous les thèmes d'Aristote sur la place de l'homme dans l'univers, et arrive à associer une foi peut-être élémentaire et populaire à la philosophie grecque ». Cette approche sera reprise par l'Europe chrétienne, constituant l'avicennisme latin.
Du fait de la religion de son père et de son frère, on l'a rapproché du chiisme ismaélien ; ainsi son autobiographie rapporte-t-elle leurs efforts pour entraîner son adhésion à la dawat ismaélienne, mais rien ne prouve qu'elle l'ait influencé. Le soufisme s'est réclamé de sa mystique, mais il n'a jamais appartenu aux mystiques soufis même s'il en parle avec sympathie. Au XXe siècle, il a été tour à tour adopté ou récusé par les Frères musulmans.
Selon Henry Corbin, Avicenne a dû plutôt se rallier au chiisme duodécimain, au motif que les princes chiites de Hamadan et d'Ispahan lui ont accordé protection et confiance. C'est une opinion courante en Iran où existe toujours un avicennisme iranien (philosophie traditionnelle en Iran). Corbin conclut: « Quant au secret de l'homme Avicenne, c'est, comme toujours en Islam, un secret entre lui et son Dieu ».

## Philosophie de la connaissance

### Classification des savoirs
En ce domaine, l'approche d'Avicenne est originale. Elle est représentée par deux textes : al-Burhan (la démonstration) qui fait partie du al-Shifa, et l'Épitre sur les divisions des sciences intellectuelles.

#### La démonstration
Il reprend des sujets déjà étudiés par Aristote, mais en les traitant à sa façon. Ainsi il s'interroge sur les rapports entre les sciences, ce en quoi elles diffèrent et ce qu'elles ont en commun.
Les sciences peuvent différer selon leur sujet différent. Cette différence peut être absolue (arithmétique et géométrie), il s'agit alors de science des attributs généraux constituant l'être, ou encore des sciences de principes dont les trois plus générales sont la philosophie première, la dialectique, la sophistique.

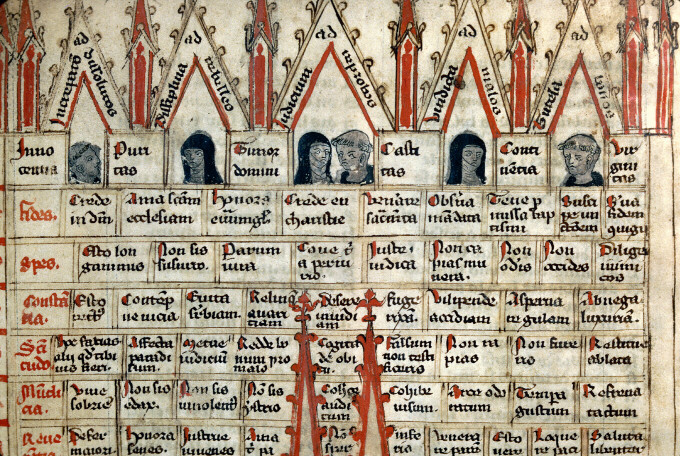
La tour de sagesse, une classification médiévale des sciences, manuscrit de Richard de Fournival (1201-1260).

Les différences entre sciences peuvent être relatives. Elles peuvent interférer par subordination (l'étude des solides en tant que genre, par rapport à l'étude des cônes en tant qu'espèce, ou la musique par rapport à la mélodie) ; ou encore par du commun et du différent (médecine et morale, physique et musique). Il subdivise encore ces catégories de quatre manières différentes, distinguant par exemple entre les subordinations : soit science partie d'une autre, soit science rangée sous une autre.
Par exemple, la médecine ne fait pas partie de la physique, mais elle est rangée sous elle. La science de la perspective (étude des lignes de la vision) ne fait pas partie de la géométrie, mais elle se range sous la géométrie. La mélodie fait partie de la musique, mais musique et mélodie se rangent sous l'arithmétique, bien qu'ayant du commun avec la physique.
Toutes les sciences peuvent se rejoindre par leur sujet, par leurs principes, ou par leur questionnement. L'astronomie et la physique ont un sujet commun : le ciel et le monde. L'arithmétique et la géométrie ont en commun le principe selon lequel si A=C et B=C → A=B. La médecine et la morale posent à leur façon la même question au corps et à l'âme.
Sans donner une classification des sciences à proprement parler, Avicenne fonde philosophiquement les principes de classification des sciences. Il distingue entre les relations de partie à tout (niveaux d'universalité) et les relations de supérieure à inférieure (caractère essentiel ou accidentel du sujet de chaque discipline par rapport à une catégorie plus générale).

#### Épitre sur les divisions des sciences
Avicenne présente ici un tableau systématique des sciences. Il présente quatre sciences générales théoriques, pouvant se diviser en « sciences de principe » et en « sciences de partie spéciale » :
1. La logique est l'instrument qui permet d'acquérir toutes les autres sciences. Elle est contenue dans 9 traités d'Aristote.
2. La physique est constituée de 8 sciences de principes (traités d'Aristote traitant de la physique et de l'histoire naturelle) et de 7 branches spéciales : médecine, astrologie, physiognomonie, oniromancie, science des talismans, théurgie, alchimie.
3. La mathématique comprend 4 sciences principales et leurs parties spéciales (exemples entre parenthèses) : science du nombre (arithmétique, algèbre..), géométrie (mesures, poids et balances, mécanique, hydraulique..), astronomie (tables astronomiques, calendriers..), et musique (jeu d'orgue..).
4. La métaphysique comporte 5 parties principales, des généralités communes aux êtres à l'étude du Vrai Premier et des anges. Parmi les branches (parties spéciales) Avicenne cite la révélation prophétique et la vie future.

Il existe des différences et des contradictions entre les deux textes, mais Avicenne réussit à construire une épistémologie regroupant dans un même ensemble la Métaphysique d'Aristote et le quadrivium d'origine platonicienne. Il exprime à sa manière une spécificité des savoirs d'expression arabe, qui est « l'atténuation de l'opposition traditionnelle entre science et art ».

### «Biologie» de l'âme
Selon Mazliak, qui la reprend, cette expression est celle du biologiste historien H.C.D de Wit qui qualifie ainsi, en 1994, la doctrine d'Avicenne. Ce dernier reprend le concept d'Aristote de l'âme, vue comme la « forme de la substance corporelle » qui anime les êtres vivants : les plantes ne possèdent qu'une âme végétative (génération et croissance), les animaux ont en sus une âme animale (sensibilité et mouvement), et l'homme une âme rationnelle (compréhension de l'intelligible).
Avicenne se démarque d'Aristote en disant que l'âme est une perfection, une essence séparable du corps. Le corps est un instrument au service de la perfection de l'âme, provenant du Divin et y retournant après la mort. De plus il fait de l'âme un objet de connaissance en elle-même, indépendamment de sa relation au corps.
Il énonce donc l'idée d'une « chaîne continue des êtres » par amélioration successive de leur constitution. Cette idée sera reprise et retournée par les philosophes des Lumières pour s'opposer à la « nature divine » de l'homme proposée par le christianisme de leur époque.

#### Sensation et perception

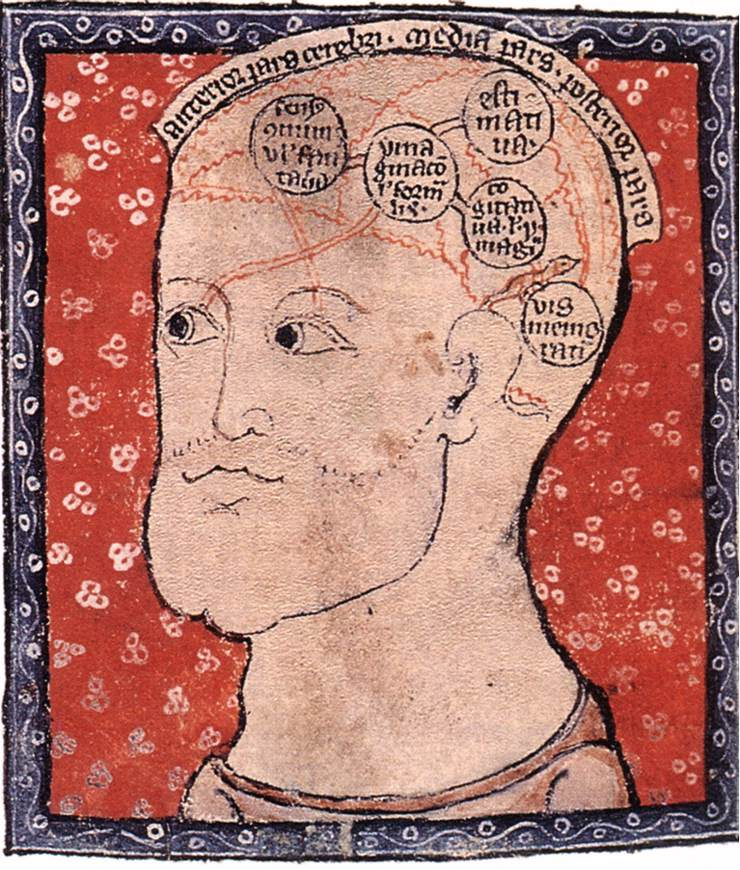
Les cinq sens internes du cerveau, enluminure anglaise sur parchemin, auteur inconnu, vers 1300.

Avicenne s'appuie sur Plotin et le néo-platonisme pour expliquer que l'âme est en contact avec le monde réel par la sensation et la perception. La sensation se fait par les cinq organes des sens qui communiquent avec le cerveau. Il s'agit d'un ensemble primaire de sensations. En ce qui concerne la vision, il indique que « c'est l'image qui vient vers l'œil et non pas l'œil qui va vers l'image » (il existait un débat médiéval sur le fait de savoir si la vision était une réception ou une émission par l'œil).
La perception est une intériorisation dans l'âme, par puissance appréhensive de l'âme sensible, dotée de cinq sens internes : le sens commun, la puissance formative d'images, la puissance imaginative, la puissance estimative, la puissance conservative et remémorative. Avicenne ici développe et perfectionne des notions reprises d'Aristote et de Galien (Galien distinguait trois puissances : pensée, imagination, mémoire).

#### Fonctionnement global
Avicenne localise ces cinq sens ou facultés internes dans les trois cavités (les trois premiers ventricules) du cerveau. Il établit ainsi un fonctionnement en réseau fait de réception, de « transmission », et de « traitement » des impressions. Ce réseau complexe existe aussi chez l'animal, selon Avicenne le mouton fuit devant le loup, parce qu'il apprécie l'intention cachée dans l'image du loup se formant dans son cerveau.
Cette finesse d'analyse du fonctionnement cérébral, qu'Avicenne détaille et commente longuement, est d'origine purement spéculative. Avicenne ne s'appuie jamais sur l'expérience au sens moderne. Aussi cet aspect doctrinal, dominant au Moyen-Âge, a été délaissé par l'Occident moderne notamment à cause de ses erreurs anatomiques (placer le fonctionnement cérébral dans les cavités des ventricules).
À la fin du XXe siècle, les idées d'Avicenne retrouvent un intérêt historique car il s'agit d'un domaine traité par les sciences cognitives. Ainsi Mazliak fait d'Avicenne un précurseur qui commence à concrétiser le déroulement des opérations mentales comme courants d'échanges dans un système d'aires cérébrales,.

## Alchimie et astrologie
Les réflexions d'Avicenne sur l'alchimie eurent une influence considérable, tant sur les alchimistes que sur leurs opposants. L'accord des spécialistes d'Avicenne est unanime : dans plusieurs de ses textes, il condamne la possibilité de transmutation des métaux. En particulier dans son De congelatione et conglutinatione lapidum (De la congélation et de la conglutination de la pierre, en arabe Kitâb al-ma'âdin wa-l-âtâr al-'uluwiyya). Il s'agit d'une traduction-résumé d'une partie du Kitâb al-Shifâ d'Avicenne, traitant « de la formation des pierres, de l'origine des montagnes, de la classification des minéraux (pierres, liquéfiables, soufres, sels) et de l'origine des métaux ».

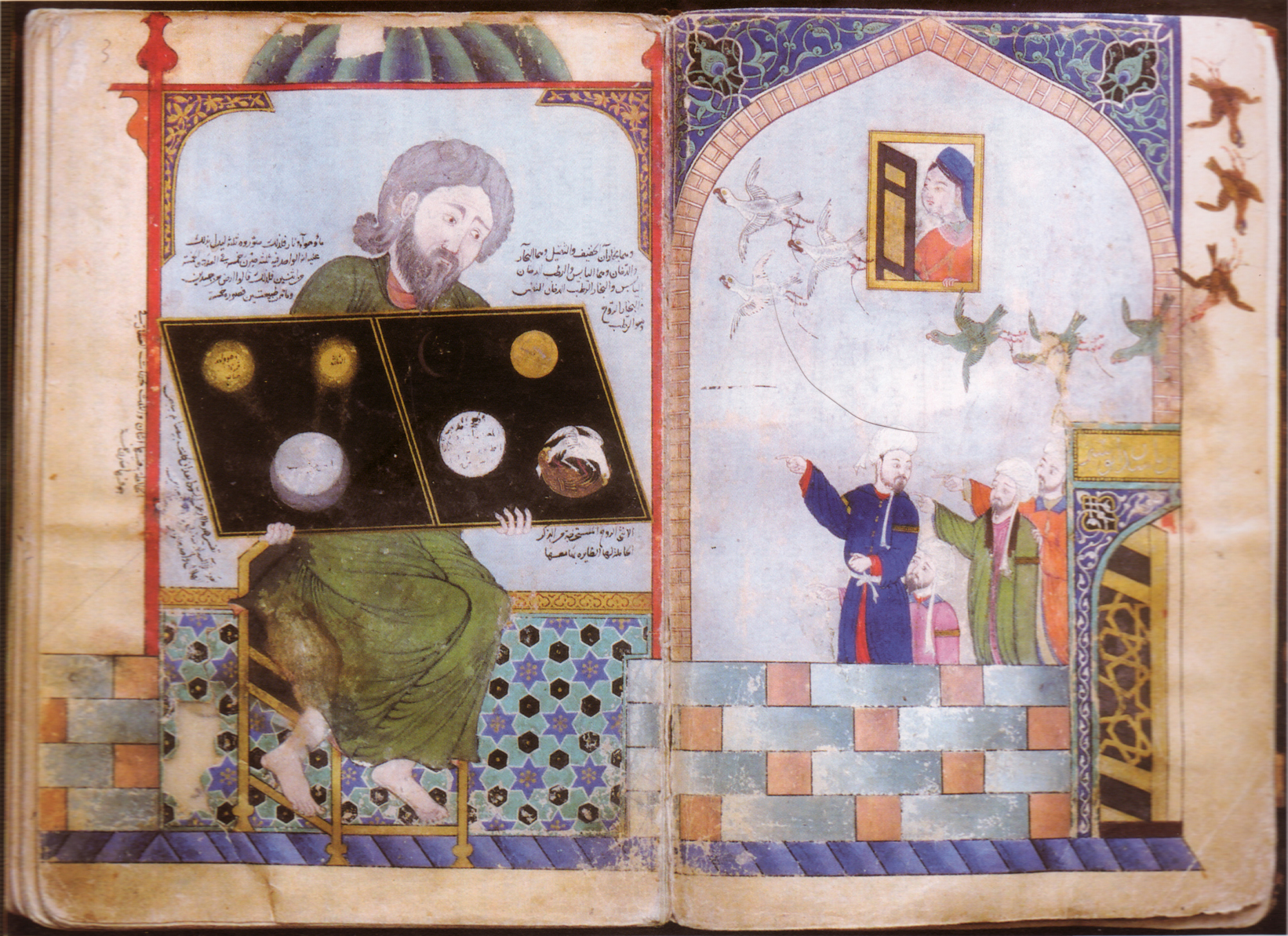
Illustration du Livre de l'eau argentée et de la terre étoilée, traité d'alchimie de Ibn Umail XIe siècle, traduit en latin sous le titre Tabula Chemica.

Vers 1200, Alfred de Sareshel l'a ajouté au livre IV des Météorologiques d'Aristote, de sorte qu'il a pu passer pour aristotélicien. Selon Avicenne : « Quant à ce que prétendent les alchimistes, il faut savoir qu’il n’est pas en leur pouvoir de transformer véritablement les espèces les unes en les autres (sciant artifices alchemiae species metallorum transmutari non posse) ; mais il est en leur pouvoir de faire de belles imitations, jusqu’à teindre le rouge en un blanc qui le rende tout à fait semblable à l’argent ou en un jaune qui le rende tout à fait semblable à l’or. »
Autrement dit, les alchimistes ne peuvent convertir les complexions, changer les espèces : ils n'agissent que sur les qualités accidentelles et ne réalisent que des imitations. Pour Avicenne, les métaux « résultent de l'union du mercure avec une terre sulfureuse » : c'est la théorie du mercure/soufre. Chaque métal est spécifique par ses proportions de mercure/soufre dans leurs différents degrés de pureté.
D'autre part, un Pseudo-Avicenne (XIIe siècle) a écrit le De anima in arte alchemiae. Il s'agit d'un faux rédigé en Espagne comme l'ont démontré Marcellin Berthelot (en 1893) et Julius Ruska (en 1933).
Il existe enfin un litige sur un traité intitulé Risalat al-iksir, où Avicenne traite des principes opératoires de l'alchimie. Il a été rejeté par Ruska qui se fondait sur le texte latin, mais d'autres se basant sur le texte arabe admettent son authenticité. Avicenne l'aurait écrit dans sa jeunesse alors qu'il expérimentait par lui-même les allégations alchimistes, le traité ne parle pas de transmutation des métaux, mais de leurs teintures.
Avicenne écrivit aussi une réfutation des prétentions de l'astrologie, Réfutation des prédictions de l'avenir fondées sur les horoscopes, qui ne lui semblaient pas scientifiques, à l'instar de l'alchimie.

## Postérité
Avicenne a une forte influence sur la philosophie et la théologie médiévales. Jean R. Michiot emploie l'expression de « pandémie avicennienne au XIIe siècle ».
Avicenne intègre en 2021 la liste officielle des auteurs au programme du baccalauréat de philosophie de l’Éducation Nationale française.

### Éditions anciennes
Avicenne a beaucoup écrit. Yahhya Mahdavi, auteur d'une bibliographie complète, dénombre 242 livres. Mais beaucoup ont été perdus, en particulier lors de la destruction de la bibliothèque de Ghazna en 1151.
Les œuvres d'Avicenne ont été publiées en arabe, à Rome, en 1593, in-folio. On a traduit en latin et publié ses Canons ou Préceptes de médecine, Venise, 1483, 1564 et 1683 ses Œuvres philosophiques, Venise, 1495, sa Métaphysique ou philosophie première, Venise, 1495. Pierre Vattier avait traduit tous ses ouvrages en français ; il n'en a paru que la Logique, Paris, 1658, in-8.
- (ar) Le Canon d'Avicenne, 1447-1448, Neskhi persan, daté de 851 de l'hégire. Exemplaire de luxe. - 538 feuillets. - 27 × 17 centimètres, manuscrit lire en ligne sur Gallica
- (la) Flores Avicenne ([Reprod.]), s.n., 1508, monographie imprimée - microfilm lire en ligne sur Gallica

### Œuvres traduites en français
- De l'âme (Kitâb al-nafs, 6e traité de la Physique du Livre de la guérison Kitâb al-Shifâ), trad. Iân Bakôs, Psychologie d'Ibn Sînâ (Avicenne) d'après son œuvre Ash-Shifâ, Prague, 1956, 2 t, t. I : texte, t. II : traduction.
- Autobiographie (avec la continuation par al-Jûzajânî), trad. 'Abdurrhmân Badawi, Histoire de la philosophie en Islam, Vrin, 1972, t. 2, p. 595-599.
- Canon de la médecine. Al-Qânûn fi'l-Tibb (vers 1020) : pas de trad. fr. Trad. latine : Liber Canonis, Venise, 1515, 1520-1522, 1555. Traduction anglaise par Oskar Cameron Grüner : The Canon of Medicine of Avicenna (1930), livre I, AMS Press, New York, 1973, 612 p. Voir Mazliak 2004 Qanûn (Avicenne)
- Commentaire sur le livre lambda de la 'Métaphysique' d'Aristote, trad. Mereyem Sebti et Marc Geoffroy, Vrin, 2014, 120 p.
- Commentaire sur la 'Théologie d'Aristote' (Tafsîr Kitâb Utûlûgiâ), trad. G. Vajda, "Les notes sur la 'Théologie d'Aristote' ", Revue thomiste, vol. 51, 1951, p. 346-406.
- Divisions des sciences intellectuelles, trad. G. C. Anawati, "Les divisions des sciences intellectuelles d'Avicenne", Mélanges de l'Institut dominicain d'études orientales, t. 13, Le Caire, 1977.
- Épître sur la disparition des formes intelligibles vaines après la mort (Épître sur l'âme. Risâla fî l-nafs), édi. et trad. Jean R. Michot, Bulletin de philosophie médiévale, Brepols, t. 29 (1987), p. p. 152-170.
- Épître des états de l'âme (al-nufûs), trad. de la section I (La définition de l'âme) par Jean R. Michot, apud Langages et philosophie. Hommage à Jean Jolivet, Vrin, 1997, p. p. 239-256.
- Gloses sur le 'Traité de l'âme' d'Aristote (Al-ta'lîqât 'alâ hawashî), trad. G. Vajda, "Les notes sur la 'Théologie d'Aristote' ", Revue thomiste, vol. 51, 1951, p. 75-116.
- Livre de la délivrance. Kitâb al-Najâh (vers 1030), trad. partielle in J.-C. Bardout et O. Boulnois, Sur la science divine, PUF, 2002, p. 62-82.
  - partie métaphysique : trad. latine Mgr. Nematallah Carame, Metaphysica compendium, Rome, 1926.
  - partie logique : trad. par P. Vattier : La logique du Fils de Sina, communément appelé Avicenne, 1658.
  - partie psychologique : trad. an. par F. Rahman, Avicenna's Psychology, Oxford, 1952.
- Le Livre de la guérison. Kitâb al-Shifâ (1020-1027). Quatre parties : Logique (al-mantiq), physique (al-tabî iyyât), mathématiques (al-riyâdiyyât), métaphysique (al-ilâhiyyât).
  - I La logique du Shifâ (al-mantiq) : trad. partielle en anglais du 4e traité de logique (le syllogisme) N. Shehaby, The propositional logic of Avicenna, Boston, 1973 ; trad. en anglais du 9e traité de logique (la poétique) I. M. Dahiyat, Avicenna's Commentary on the Poetics of Aristotle, Leyde, 1974.
  - II Les mathématiques du Shifâ (al-riyâdiyyât) : trad. du 4e traité de mathématiques (la musique) R. d'Erlanger, in La musique arabe, 1935, vol. II, p. 103-245.
  - III La physique du Shifâ (al-samâ al-tabî'î) : texte, trad. latine et trad. an. du traité niant la transmutation alchimique De la congélation et de la conglutination de la pierre (De congelatione et conglutinatione lapidum, being sections of the Kitâb al-Shifâ E. J. Holmyard et D. C. Mandeville, 1927. De l'âme (Kitâb al-nafs, 6e traité de la Physique du Livre de la guérison Kitâb al-Shifâ), trad. Iân Bakôs, Psychologie d'Ibn Sînâ (Avicenne) d'après son œuvre Ash-Shifâ, Prague, 1956, 2 t, t. I : texte, t. II : traduction.
  - IV La métaphysique du Shifâ (al-ilâhiyyât) : trad. de l'arabe Georges C. Anawati, t. I : La métaphysique du Shifâ'. Livres I à V, t. II : La métaphysique du Shifâ'. Livres VI à X, Vrin, 1978-1985, 2 t.
- Le livre de la guidance (Kitâb al-Hidâya, 1021). Trad. de la 6e et dernière section : J. R. Michot, "L'eschatologie dans le 'Livre de la guidance' d'Avicenne", Bulletin de philosophie médiévale, vol. XXX, 1988, p. 138-152.
- Le Livre de science. Dânesh-Nâmeh (1021-1037), trad. du persan Mohammad Achena et Henri Massé, t. I : Logique, métaphysique, t. II : Physique, Arithmétique, Géométrie, Astronomie, Musique, Les Belles Lettres, 1986, 540 p.
- Livre des directives et remarques. Kitâb al-Ishârât wa-l-tanbîhât, trad. Anne-Marie Goichon, Vrin, 1951.
- Livre des définitions (Kitab al-hudud), trad. Anne-Marie Goichon, Vrin, 1963.
- Notes d'Avicenne sur la Théologie d'Aristote, Georges Vajda, Revue Thomiste, 51, 1951, p. 346-406.
- Poème de la médecine (Urguza fi't tibb), trad. Henri Jahier et al., Les Belles Lettres, 1956, 209 p. (condensé en 1326 vers du Canon de la médecine)
- Le récit de Hayy ibn Yaqzân (1021), texte arabe, version persane, trad. fr. Henry Corbin, in Avicenne et le récit visionnaire, t. I : Le Récit de Hayy ibn Yaqzân, Adrien Maisonneuve, 1952, VIII-62-88 p. rééd. Verdier 1999 466 p. Ou trad. A.-M. Goichon, Le Récit de Hayy ibn Yaqzân, Desclée de Brouwer, 1959, 255 p.
- Réfutation de l'astrologie, édi. et trad. Yahya Michot, Beyrouth, éditions Albouraq, 2006, XLV-86-269 p.
- traités mystiques :
  - Traité sur le destin (Risâlet al-Qadr), trad. M. A. F. Mehren, Traités mystiques d'Avicenne, Leyde, éd. Brill, 1889-1899, p. 1-12. 
  - Traité sur l'amour (Risâla fî al-'ishq), trad. an. E. L. Fackenheim, « A treatise on love by Ibn Sînâ », Mediaeval Studies, VII, 1945, p. 208-228.
- Poème de l’âme (al-Qaṣīda al-ʿayniyya). Traduit par le Dr Nadjet Zouggar (en ligne).
- Commentaire de la Rhétorique, édition M.S. Salim (Ibn Sïnâ, Kitâb al-Majmu aw al-Hikmat al- 'Arûdiyyah fi ma 'ânï Kitâb Rîtûrîqâ), Le Caire, 1953[82].

### Œuvres non traduites
- Risâla nayrûziyya fî ma'ânî al-hurûf al-hijâ'iyya : Avicenne y propose une interprétation sur le sens des lettres qui ouvrent certaines sourates du Coran (« al-ḥurūf al-mutaqāṭi‛ah »), et qui restent une énigme[107],[108].

### Pseudo-Avicenne
- (la) Artis chemicae principes, Avicenna atque Geber (Espagne, première moitié du XIIe siècle), Manucius, 2004, 810 p. Alchimie.
- (la) De anima in arte alchemiae (Espagne, XIIe siècle), édité et traduit par Sébastien Moureau, Université catholique de Louvain, Thèse, 2010.
- (la) De Intelligentiis (XIIe siècle) ou Liber de causis primis et secundis, édité par R. De Vaux, Notes et textes sur l'avicennisme latin, Vrin, 1934, p. 83-140. Recueil de sentences d'Avicenne, saint Augustin, etc.
- Épître sur la connaissance de l'âme rationnelle et de ses états, trad. Jean Michot, Revue philosophique de Louvain, vol. 82, no 56 (1984).

### Approches romanesques d'Avicenne
- Gilbert Sinoué décrit une biographie romancée du grand médecin persan dans Avicenne ou la route d’Ispahan (1989).
- Avicenne est aussi un personnage incontournable du roman Le Médecin d'Ispahan de Noah Gordon (1986), adapté au cinéma sous le titre L'Oracle et dans lequel Avicenne est interprété par Ben Kingsley.

### Études sur Avicenne
- Marie-Thérèse D'Alverny, « L'explicit du « De animalibus » d'Avicenne traduit par Michel Scot » In: Bibliothèque de l'école des chartes, 1957, tome 115. p. 32-42. DOI 10.3406/bec.1957.449559 Texte intégral
- Marie-Thérèse D'Alverny, Avicenne en Occident, Paris: Vrtin, 2000.
- Georges Chehata Anawati, Essai de Bibliographie avicennienne, Direction culturelle de la Ligue arabe, Dar Al-Maaref, Le Caire, 1950.
- Souâd Ayada, Avicenne, Ellipses, 2002.
- H. Bédoret  : « Les premières versions tolédanes de philosophie.Œuvres d'Avicenne » Revue néo-scolastique de philosophie, 41e année, deuxième série, no 59, 1938. p. 374-400. DOI 10.3406/phlou.1938.3907 Texte intégral
- (de) Birkenmajer Alexandre. « Avicennas Vorrede zum “Liber Sufficientiae” und Roger Bacon » Revue néo-scolastique de philosophie. 36e année, deuxième série, no 41, 1934. p. 308-320. DOI 10.3406/phlou.1934.2851 Texte intégral
- Ernst Bloch (trad. Claude Maillard), Avicenne et la gauche aristotélicienne, Saint-Maurice, Premières Pierres, 2008, 93 p. (ISBN 978-2-913534-08-7 et 2-913534-08-2).
- O. Chahine, Ontologie et Théologie chez Avicenne, Paris: Maisonneuve, 1962.
- Henry Corbin :
  - Histoire de la philosophie islamique, t. I, Gallimard, 1986.
  - Avicenne et le récit visionnaire, Verdier, Islam spirituel, 1999.
  - En islam iranien, aspects spirituels et philosophiques, T. 1, 3 et 4, Gallimard, 1971.
  - avec Shayegan, Daryush, La topographie spirituelle de l’islam iranien, Éditions de la différence, 1990.
  - Avicenne, vol. 20, Paris, Encyclopaedia Universalis, coll. « Les Essentiels d'Universalis », 2009, 800 p. (ISBN 978-2-35856-040-5).
- Maurice De Wulf, « L’augustinisme « avicennisant » », Revue néo-scolastique de philosophie, no 29,‎ 1931, p. 11-39 (DOI 10.3406/phlou.1931.2603, lire en ligne)
- Ghassan Finianos, Les grandes divisions de l'être "Mawjud" selon Ibn Sina, Éditions Universitaires de Fribourg, 1976.
- Forget J. « Un chapitre inédit de la philosophie d'Avicenne » Revue néo-scolastique 1er année, no 1, 1894. p. 19-38. DOI 10.3406/phlou.1894.1359 Texte intégral
- Louis Gardet, La pensée religieuse d'Avicenne, Vrin, 1951.
- Anne-Marie Goichon, La philosophie d'Avicenne et son influence en Europe médiévale, Maisonneuve, 2e éd. 1981.
- Radhi - Asli Jazi, O. Farouk  « La Pharmacopée d'Avicenne » Revue d'histoire de la pharmacie 86e année, no 317, 1998. p. 8-28. DOI 10.3406/pharm.1998.4582 Texte intégral
- Andreas Lammer, The Elements of Avicenna’s Physics. Greek Sources and Arabic Innovations, Scientia graeco-arabica 20. Berlin / Boston: Walter de Gruyter, 2018.
- (en) Y. T. Langermann (ed.), Avicenna and his Legacy. A Golden Age of Science and Philosophy, Brepols Publishers, 2010,  (ISBN 978-2-503-52753-6)
- J.-O. Leibowitz, « Une pharmacie figurée dans le manuscrit hébreu d'Avicenne », Revue d'histoire de la pharmacie, 42e année, no 141, 1954. p. 289-292. DOI 10.3406/pharm.1954.8542 Texte intégral
- Paul Mazliak, Avicenne et Averroès. Médecine et Biologie dans la civilisation de l'Islam, Vuibert/Adapt, 2004, 250 p. (ISBN 2711753263).
- Fernand de Mély, « Un texte alchimique sur la formation des minéraux attribué à Aristote puis à Avicenne », Comptes rendus des séances de l'Académie des Inscriptions et Belles-Lettres, 38e année, no 2, 1894. p. 120-121. DOI 10.3406/crai.1894.70392 Texte intégral
- Michot Jean. « Avicenne et la destinée humaine. À propos de la résurrection des corps » Revue Philosophique de Louvain, Quatrième série, Tome 79, no 44, 1981. p. 453-483. DOI 10.3406/phlou.1981.6156 Texte intégral
- Jean Michot, « L'épître sur la connaissance de l'âme rationnelle et de ses états » attribuée à Avicenne. Présentation et essai de traduction », Revue Philosophique de Louvain, Quatrième série, Tome 82, no 56, 1984. p. 479-499. DOI 10.3406/phlou.1984.6314 Texte intégral
- Jean Michot, « Prophétie et divination selon Avicenne. Présentation, essai de traduction critique et index de l'“Épître de l'âme de la sphère” » Revue Philosophique de Louvain, Quatrième série, Tome 83, no 60, 1985. p. 507-535 Texte intégral
- Meryem Sebti, "Avicenne. L'Âme humaine", PUF, collection philosophies, Paris 2000.
- Simone Van Riet, « La traduction latine du « De Anima » d'Avicenne. Préliminaires à une édition critique », Revue Philosophique de Louvain, Troisième série, Tome 61, no 72, 1963. p. 583-626. DOI 10.3406/phlou.1963.5229 Texte intégral
- Henri C. Silberman, « Un électuaire d'Avicenne ou de la difficulté d'identifier les constituants de médicaments antiques » Revue d'histoire de la pharmacie, 82e année, no 301, 1994. p. 132-147. DOI 10.3406/pharm.1994.3835 Texte intégral
- Gérard Verbeke, « Le « De anima » d'Avicenne. À propos d'une édition critique » Revue Philosophique de Louvain. Troisième série, Tome 66, no 92, 1968. p. 619-629. DOI 10.3406/phlou.1968.5459 intégral
- B. Ben Yahia, « Avicenne médecin. Sa vie, son œuvre », Revue d’histoire des sciences et de leurs applications, no 4,‎ 1952, p. 350-358 (DOI 10.3406/rhs.1952.2970, lire en ligne)
- Naïma Lamdouar Bouazzaou (préf. Osstowar Kodratollah), Histoire de la médecine vue par un pédiatre : Des origines à nos jours, Rabat, Éditions nouvelles, 1993 (ISBN 9981-95-540-X et 9789981955400, OCLC 42708415), p. 106-114 [lire en ligne]
- Mohammed Taleb, "Ibn Sina, maître de la falsafa" (pp. 57–61), In Nature vivante et Âme pacifiée, La Bégude de Mazence, Arma Artis, 2014,  (ISBN 978-2-87913-166-5)
- Meryem Sebti, Avicenne : Prophétie et gouvernement du monde. Cerf, « Islam. Nouvelles approches », 2021, 314 p.  (ISBN 978-2-20414-317-2)